# عباس میرزا
عبّاس میرزا (۴ ذی‌الحجهٔ ۱۲۰۳ ه‍.ق/۲۶ اوت ۱۷۸۹ م – ۱۰ جمادی‌الثانی ۱۲۴۹ ه‍.ق/۲۵ اکتبر ۱۸۳۳ م) نامدار به عباس میرزا نایب‌السلطنه، از شاهزادگان قاجار و فرزند فتحعلی‌شاه و آسیه‌خانم دولو بود که در فاصلهٔ سال‌های ۱۱۷۷ تا ۱۲۱۲ ولیعهد ایران و نیابت سلطنت پدرش در آذربایجان را بر عهده داشت. او پیش از مرگ پدرش درگذشت و پسرش محمد میرزا جانشین او شد.
عباس میرزا در عصر جنگ‌های ایران و روسیه در آذربایجان و قفقاز رشد کرد. فتحعلی شاه در ۱۳ شوال ۱۲۱۳ ه‍.ق/۲۰ مارس ۱۷۹۹ م برای شاهزاده عباس میرزا با عنوان «نایب‌السلطنه» تاج‌گذاری کرد. در همان زمان عباس میرزا حکمرانِ آذربایجان شد. در سال ۱۸۰۳ م، مراسم ازدواج او با دختر میرزا محمدخان دَوَلّو قاجار در تهران برگزار شد. در تابستان ۱۸۰۵ م به‌طور رسمی به سمت حکمران «آذربایجان و قره‌باغ، از قپلان کوه تا دربند» منصوب شد. در جنگ اول روسیه و ایران و در اول ژوئیهٔ ۱۸۰۴ م، با سیسیانوف در ایروان جنگید که نتیجه‌ای قطعی نداشت. این جنگ سرانجام پس از ده سال با انعقاد عهدنامهٔ گلستان با شکست ایران پایان رسید که موجب واگذاری دربند، باکو، و شروان شد. پس از جنگ اول روس و ایران، همراه با برادرش محمدعلی میرزا به عثمانی حمله کرد، اما ناگزیر از صلح شد. جنگ با معاهدهٔ ارزروم پایان یافت. از آنجا که صلح گلستان به حل و فصل نهایی اختلافات روسیه و ایران منجر نشد، در مهٔ ۱۸۲۶ م ارتش روسیه میرک در خانات ایروان را اشغال کرد. در سپتامبر ۱۸۲۶ م، عباس میرزا از طریق شوشی به سمت گنجه پیشروی کرد، اما شکست شدیدی را متحمل شد. روس‌ها به آذربایجان نفوذ کردند و تبریز را در سوم ربیع‌الثانی ۱۲۴۳ ه‍.ق/۲۴ اکتبر ۱۸۲۷ م تسخیر کردند. به موجب شرایط معاهده ترکمانچای، تمام سرزمین‌های شمال ارس به روسیه واگذار شد. افزون بر اینها، ۲۰ میلیون روبل غرامت به ایران تحمیل شد. در پی آن، محافل درباری در تهران او را به‌عنوان طرفدار روس به دیدهٔ مذمت نگریستند.
موقعیت نایب‌السلطنه پس از معاهدهٔ ترکمانچای در برابر برادران رقیب بیش از پیش مورد تهدید واقع شد. خطرناک‌ترین مخالفان نایب‌السلطنه، برادرانش حسینعلی میرزا فرمانفرما و حسنعلی میرزا شجاع‌السلطنه بودند که اولی حاکم فارس و دومی حاکم کرمان بود. شاه وی را فرستاد تا شورشی در یزد را متوقف کند و اتحاد بین حکمرانان فارس و کرمان را از بین ببرد. عباس میرزا در پایان ماه مارس به یزد رفت تا خواهرزاده‌اش سیف‌الملوک میرزا را به حکومت بازگرداند. سپس به سوی کرمان پیشروی کرد و شجاع‌السلطنه را تحت‌الحفظ به تهران برگرداند؛ خسرومیرزا در کرمان به عنوان حکمران جدید نصب شد. در اول ربیع‌الاول ۱۲۴۷ ه‍.ق/ ۹ سپتامبر ۱۸۳۱ م، شاه او را حکمران خراسان معرفی کرد. او حکمرانی آذربایجان را حفظ کرد، درحالی‌که فرزند پنجم او، فریدون میرزا، به نمایندگی از او در دارالسلطنهٔ تبریز مستقر بود. عباس میرزا راهی شرق ایران شد و در تابستان و پاییز سال ۱۸۳۲ م، سرزمین‌های شرق و شمال شرقِ مشهد، خبوشان، سرخس و تربت حیدریه را فتح کرد. در نگاه بیشتر ناظران عینی، لشکرکشی‌های خراسان تلاشی برای جبران شکست‌ها در آذربایجان با کسب پیروزی‌هایی بر دشمنان ضعیف‌تر بودند. عباس میرزا در ۴۴ سالگی بر اثر بیماری در مشهد درگذشت و در حرم امام رضا دفن شد. او بیست و هفت پسر و بیست و یک دختر از خود باقی گذاشت.
شکل‌گیری دارالسلطنهٔ تبریز و انتقالِ ولیعهد به آن، به زعم سید جواد طباطبایی، سرآغازی برای روشنفکری، تجددخواهی و فاصله گرفتن از اندیشهٔ سنتی در ایران شد. عباس میرزا که در مواجهه با قدرت ارتش‌های مدرن اروپایی دچار شگفتی شده بود، سعی در مطالعه و شناخت تمدن جدید نمود. او با داستان‌های اروپایی و نیز احتمالاً با آثار نویسندگان عثمانی آشنا و دربارهٔ وقایع سیاسی در اروپا آگاه شد. پس از برقراری روابط دیپلماتیک با بریتانیای کبیر، نایب‌السلطنه به‌شدت پذیرای نفوذ بریتانیا در امور ایران شد. او مردان جوان را برای تحصیل به انگلستان فرستاد. مجموعهٔ نقشهٔ او از چاپخانه استانبول آمده بود، که نشانهٔ دیگری از ناآشنایی او با زبان‌های غربی است. او تلاش کرد تا قاضیان درستکار در دادگاه‌های شرع حضور داشته باشند. دیوانخانه‌ای تازه در تبریز بنیان گذاشت. او توجه ویژه‌ای به اقلیت‌های مذهبی داشت. اعزام دانشجو به اروپا، جلب مهاجران اروپایی، اصلاحات نظامی، ترجمهٔ آثار اروپایی، برپایی کارخانه‌های گوناگون و چاپخانه از اقدامات وی در جهت اصلاحات بودند. اروپاییانی مانند موریس دو کوتزبو، پیر آمدی ژوبر، جیمز موریه، گاسپار دروویل از آزادمنشی، شجاعت، عدالت‌خواهی و عزت نفس عباس میرزا گفته‌اند و او را ستایش کرده‌اند. با این حال، لوئی گاسپار باراخین، پزشک و افسر فرانسوی که مشاور نظامی عباس میرزا در دوران بین دو جنگ با روسیه بود، عباس میرزا را فردی ناتوان، بدون انگیزه و جاه‌طلب یافته بود. هوشنگ طالع معتقد است عباس میرزا از دانش، شجاعت و مدیریت لازم برای فرماندهی برخوردار نبود و نیز پس از شکست دچار تزلزل روحی می‌شد. با وجود قضاوت‌های متفاوت دربارهٔ روحیات شخصی عباس میرزا، او پس از شکست سنگین و تاریخی در مقابل روسیه، متوجه برتری تمدنِ نوینِ اروپایی و بازماندگیِ ایران از این حرکت شد و به چگونگی جبران عقب‌ماندگی اندیشید. هرچند بیشتر تمرکز او در جهت نوسازی نظامی ایران بود، به گفتهٔ افشین متین عسگری، ایجاد مرکزیتِ قوی در دستگاه دیوان‌سالار و ریشهٔ مفاهیم ملی‌گرایی و مشروطیت در ایران، به اعزام دانشجو به اروپا توسط عباس میرزا بازمی‌گردد.

## زمینهٔ تاریخی

### ظهور قاجار

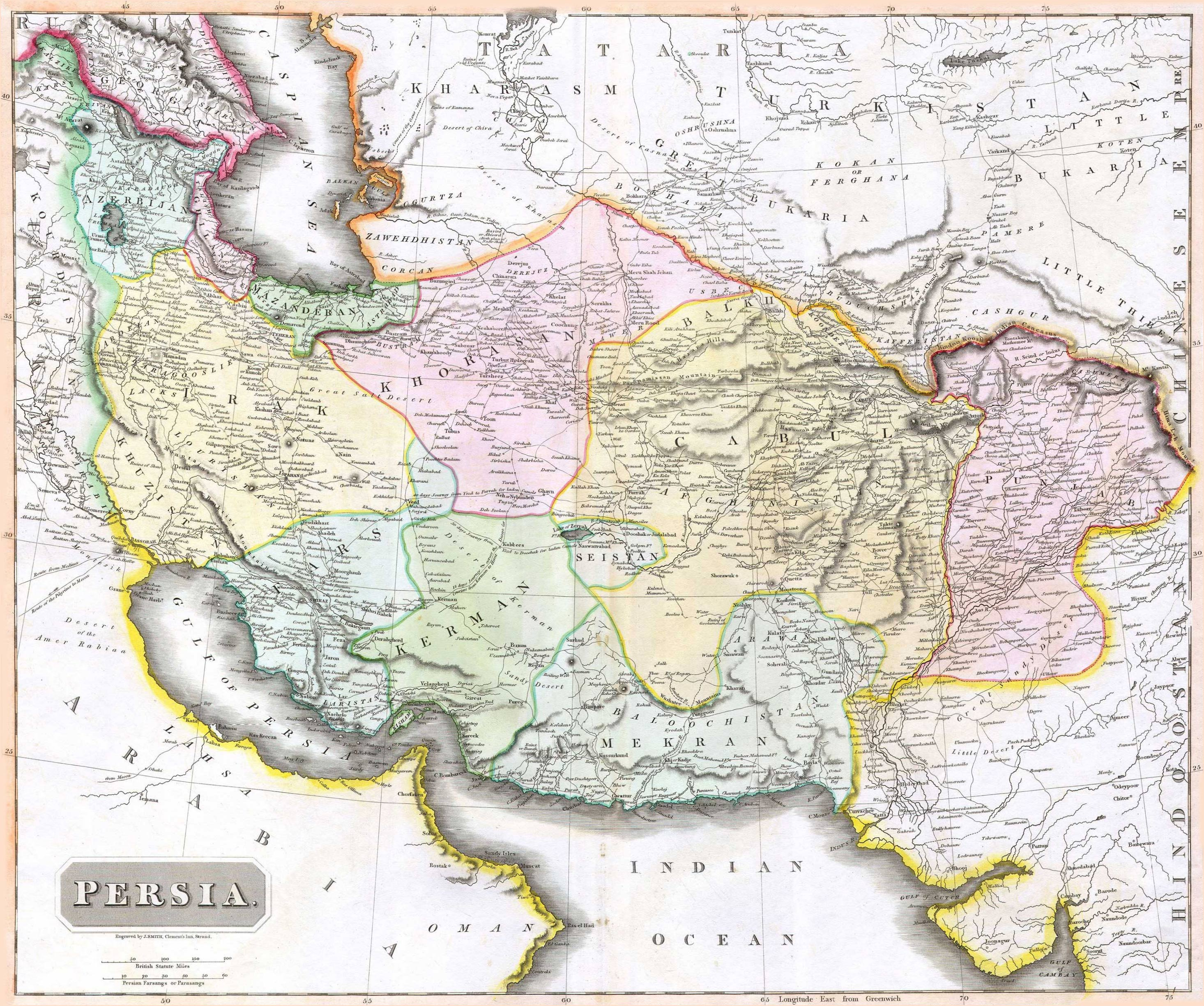
ایران در ۱۸۱۴ م.

ایران در حالی وارد سدهٔ نوزدهم میلادی شد که نزدیک به یک سده، درگیرِ جنگ و آشوب سیاسی بود. پس از سقوط صفویه به‌دست افغان‌ها در سال ۱۷۲۲ م، دورهٔ طولانیِ آشفتگی‌های سیاسی آغاز شد که شاهد ظهور و سقوط نادرشاه (حکومت: ۱۷۴۷–۱۷۳۶) و ثباتِ نسبیِ کریم‌خان (حکومت: ۱۷۷۹–۱۷۵۱) بود و به دنبال آن، نوبت به رقابت طایفه‌ای و کشمکش سیاسی رسید. سرانجام آقامحمدخان، رئیس شاخه‌ای از ایل قاجار و مدعیِ جانشینیِ صفویان، در سال ۱۷۹۶ م، با شکست رقبا موقعیت خود را به‌عنوان مؤسسِ سلسلهٔ جدید تثبیت کرد. آقامحمدخان مانند پیشینیان خویش مجبور به تسخیر کشور از درون شد و ناچار شد برای حفظ تمامیتِ ارضیِ کشوری که آرزوی مالکیت آن را داشت، مبارزه کند. سلسلهٔ قاجار تا سال ۱۹۲۵ م، دوره‌ای از ثبات نسبی را پشت سر گذاشت، بااین‌حال شاهد تغییرات ژرف در شخصیت و ماهیت دولت ایران — به‌ویژه در رابطه با وضعیت بین‌المللی‌اش — بود.
مسئلهٔ جانشینی از همان اوایل حکومت قاجار و سلطنت آقامحمدخان، مطرح بود و آقامحمدخان می‌بایست تا این مسئله را چاره، و از افزایشِ تنش میان طایفه‌های ایل قاجار جلوگیری کند. بایستی رقابت میان طایفه‌های یوخاری‌باش و آشاقه‌باش از یک سو، و دشمنی میان طایفه‌های قوانلو و دَوَلّو از دیگر سو، حل می‌شد تا ایل قاجار همچنان بر قدرت باقی می‌ماند. تنها برادرِ تنیِ آقامحمدخان — که جانشین او به‌شمار می‌رفت — حسینقلی‌خان جهانسوز بود که پیش از وی درگذشته بود. حسینقلی‌خان دو پسر به نام‌های فتحعلی‌خان و حسینقلی‌خان داشت و آقامحمدخان پس از فرار از شیراز در سال ۱۱۹۳ ه‍.ق/۱۷۷۹ م، تصمیم به جانشین ساختنِ فتحعلی‌خان گرفت؛ و سپس در سال ۱۱۹۶ ه‍.ق/۲–۱۷۸۱ م دستورِ ازدواجِ فتحعلی‌خان با دخترِ فتحعلی‌خان دولّو را صادر کرد تا بدین ترتیب پیوندِ میانِ دو طایفهٔ قوانلو و دولّو محکم شود؛ و بعداً نیز با ازدواج عباس میرزا با دختری از طایفهٔ دولّو این پیوند را مستحکم‌تر کرد؛ و اینچنین تمام آیندهٔ حکومت قاجار به خاندان عباس میرزا و فرزندانش گره خورده بود.

### امپریالیسم در آغاز سدهٔ نوزدهم

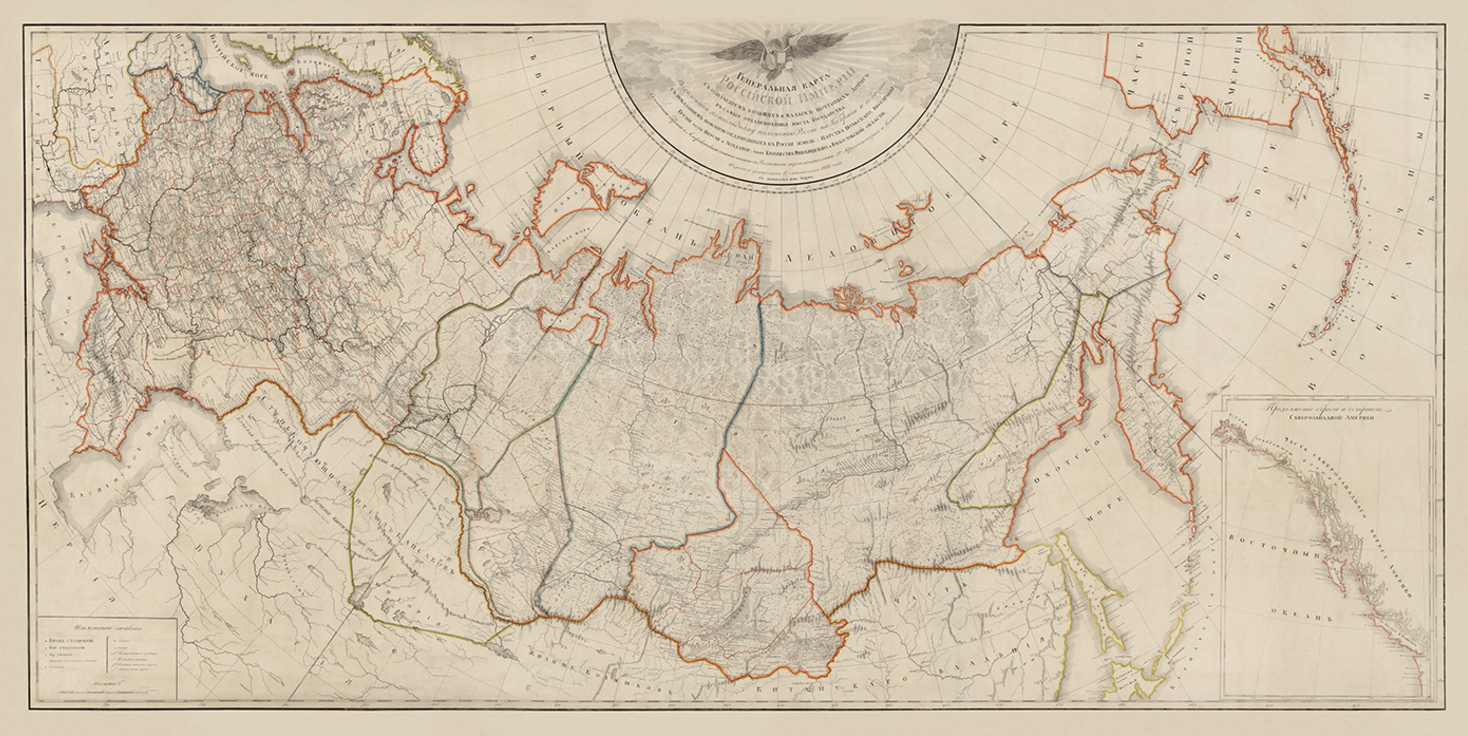
امپراتوری روسیه در ۱۸۲۲ م

در میان قدرت‌های استعماری که در سدهٔ نوزدهم به سراغ ایران می‌آیند، امپراتوری روسیه سلطه‌جوترین کشور منطقه‌ای، نزدیک‌ترین همسایهٔ اروپایی و دارای بیشترین تعامل با ایرانیان در سدهٔ هجدهم بود. برخلاف ایران، روسیه در سدهٔ هجدهم میلادی از نظر نظامی، اداری، آموزشی و تا حدودی اقتصادی پیشرفت کرده بود. بین سلطنت پتر یکم (حکومت: ۱۷۲۵–۱۶۸۲) و کاترین دوم (حکومت: ۱۷۹۶–۱۷۶۲)، روسیه تبدیل به یک امپراتوریِ وسیع با نیروی نظامیِ قدرتمند شد که همهٔ رقبای سنتی خود یعنی امپراتوری‌های سوئد، لهستان و عثمانی را شکست داده بود. پیشروی در قفقاز، در کانونِ جاه‌طلبی‌های روسیه قرار گرفته بود که تهدیدی بزرگ برای دولتِ تازه‌استقراریافتهٔ قاجار محسوب می‌شد.
سیاست امپراتوری روسیه در قفقاز در دورانِ کاترین دوم با لحاظ کردن منافع نظامی و تجاری، توسعه یافت. به لحاظ نظامی، روس‌ها علاقه‌مند به غلبه بر قفقاز شرقی بودند تا در موقعیت بهتری قرار گیرند و با عثمانی‌ها در قفقاز غربی مقابله کنند. به لحاظ تجاری، این منطقه به روسیه فرصتی بالقوه برای تسلط بر تجارت با ایران و گسترشِ فراتر از آن به هند را فراهم کرد. در مورد قفقاز شرقی، از همان ابتدا سیاست روسیه بر تعیین رود کُر و در نهایت ارس به‌عنوان مرزِ با ایران بود. در سال ۱۷۸۳ م، به‌موجب عهدنامهٔ گرجیوسک، ایراکلی دوم پادشاه کارتیل-کاخت (حکومت: ۱۷۹۸–۱۷۶۲)، رسماً روابط چهارصدسالهٔ پادشاهیِ خود را با ایران قطع کرد و خود را تحت‌الحمایهٔ روسیه قرار داد. او متعلق به سلسلهٔ باگراتیونی‌ها بود، که در آن منطقه به‌عنوان خراجگزارِ شاهان ایران با عنوان والی یا حکمران حکومت داشتند اما در نتیجهٔ افول قدرت مرکزی در ایران در سدهٔ هجدهم میلادی، ایراکلی تلاش خود را برای تغییر رویکرد به سمت روسیه آغاز کرد که عهدنامهٔ گرجیوسک، اوج این فرایند بود. دیگر جوامعِ مسیحیِ شرق قفقاز نیز علاقهٔ خود را به تابعیت از حکومت روسیه نشان دادند و در طول جنگ ایران با روسیه، روسیه را در اقدامات نظامی‌اش کمک کردند.

### سیاست روسیه در آغاز سده نوزدهم

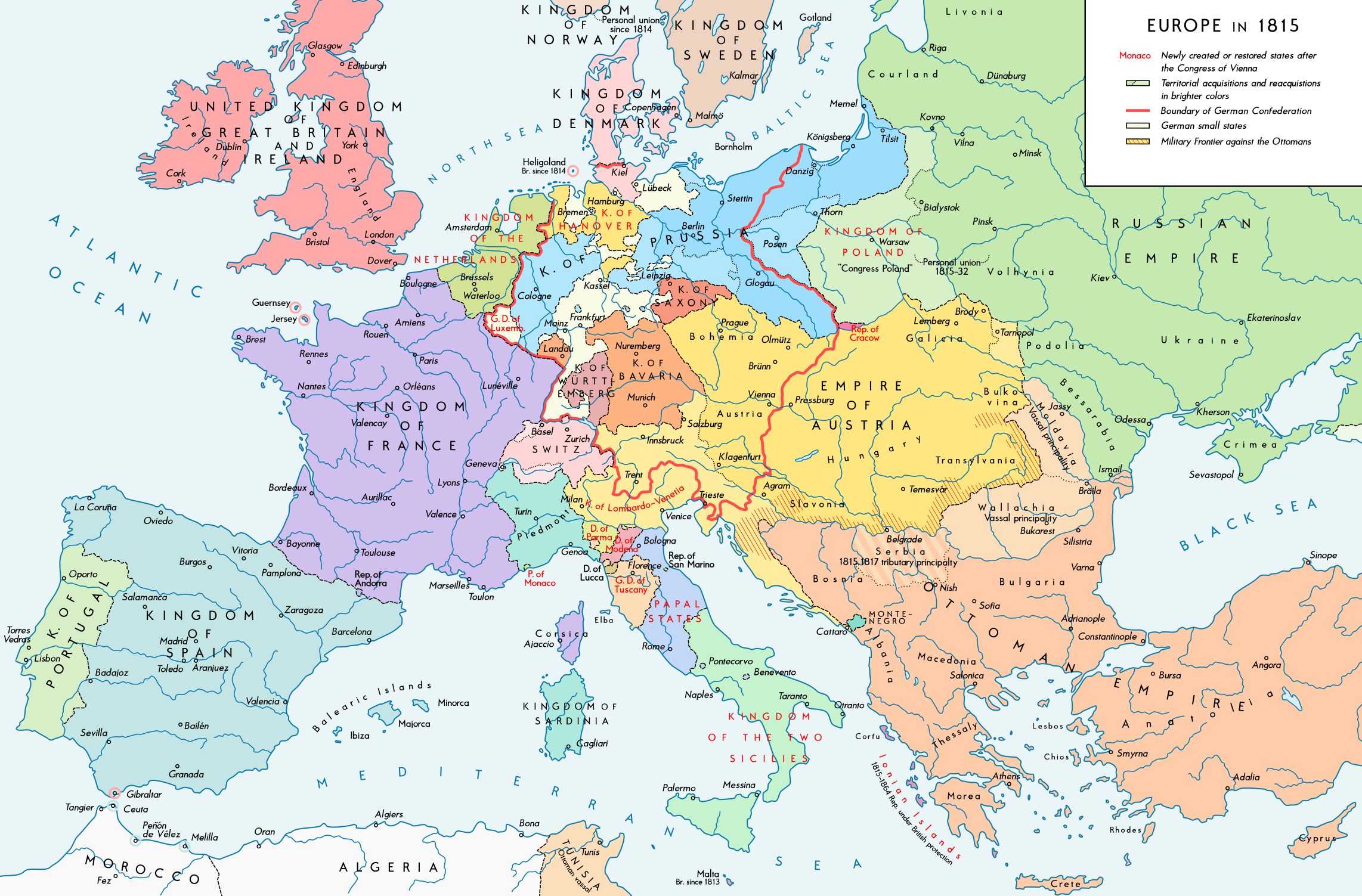
وضعیت مرزهای کشورهای اروپایی پس از تعیین از سوی کنگرهٔ وین در سال ۱۸۱۵ م.

تعامل روسیه با ایرانِ قاجاری، به روابط اروپا با سایر نظام‌های سلطنتیِ آسیایی در همین دوران شباهت دارد. قاجاریه نیز وضعیتی مانند خاندان‌هایی سلطنتی که تحت نفوذِ سیاست‌های امپریالیستیِ اروپایی در سده نوزدهم کاملاً دگرگون یا منقرض شدند، داشت. هم ایران و هم روسیه، جاه‌طلبی‌های سیاسیِ گسترده‌ای داشتند که در منطقهٔ قفقاز تلاقی کرده بود. تاجگذاری آقامحمدخان در سال ۱۷۹۶ م و درست پس از پیروزی بر گرجستان انجام شد که نشان از اهمیت حیاتیِ حاکمیت ایران بر سرزمین‌های قفقاز داشت. احیای نفوذ ایران بر برخی از حاکمان و سرزمین‌های قفقاز جنوبی، و مهم‌تر از همه گرجستان، عنصری کلیدی برای معرفی قاجاریه به‌عنوان جانشینانِ مشروعِ صفویه بود بنابراین قاجاریان مدعی حاکمیت بر گرجستان و دیگر مناطقِ قفقاز شدند. این ادعاها از سوی یک سلسلهٔ نوظهور، با حساسیتِ جدیدِ روسیه نسبت به آسیا تعارض داشت؛ به‌ویژه در دورهٔ کاترین که به‌شدت تحت تأثیر مفاهیم روشنگریِ برتریِ فرهنگیِ اروپا نسبت به کشورهای آسیایی و نیز نمونهٔ عملیِ گسترشِ اروپا از طریق شرکت‌های تجاری بود. در این رابطه، پیروزی ایران بر پادشاهی گرجستان — که تحت‌الحمایهٔ روسیه بود — و ویرانی تفلیس در سال ۱۷۹۵ م، ضربهٔ بزرگی به اعتماد به نفسِ نخبگانِ امپریالیستیِ روسیه بود. از طریق سیاستِ تهاجمیِ گسترشِ امپریالیسم — که تا حدود بسیاری، به دست سران محلی دنبال می‌شد — امپراتوری روسیه، خان‌نشین‌های قفقاز را یکی پس از دیگری تحت کنترل خود درمی‌آورد و زمینهٔ اصلی برای دو جنگِ آتی بین ایران و روسیه را شکل می‌داد.
در روابط روسیه با خان‌نشین‌های محلی و شاهان گرجستان در اواخر سدهٔ هجدهم و اوایل سدهٔ نوزدهم، مقامات روسیه نه تنها ادعاهای ایران را نسبت به این حاکمان نادیده گرفتند، بلکه در ابتدا حتی قاجاریان را به‌عنوان حاکمان ایران نپذیرفتند. نگاه به ایران به‌عنوان تابعی از حاکمان محلی، به‌جای یک کشور متحد، اهداف توسعه‌طلبانهٔ روسیه در منطقه را مشروع و حمایت می‌کند. در همان زمان، این دیدگاه فراتر از ایدئولوژیِ امپریالیستی بود. ادعاهای قاجاریه دربارهٔ حکومت بر تمام امپراتوریِ سابقِ صفوی، در حالی که ایران چند دهه بدون دولتِ متمرکزِ قابل‌توجهی بود، در واقع یک آرزو بود تا یک واقعیت سیاسی که در سطوحِ مختلفْ مورد اختلاف قرار گرفته‌است. قاجارها در مورد وفاداریِ حاکمانِ محلی به‌سختی می‌توانستند مطمئن باشند: در طی جنگ‌های روسیه و ایران، بعضی از خان‌نشین‌های قفقاز، از امپراتوری روسیه در برابر قاجارها حمایت کردند. از زمان کاترین، سیاست‌های روسیه در مورد ایران نه‌تنها توسط دولت در سن‌پترزبورگ، بلکه توسط بازیگرانِ قدرتمندِ محلی مانند شاهان گرجستان یا نمایندگان کلیسای ارمنی — که می‌خواستند موقعیت خویش را با جذب حمایت روسیه تقویت کنند — اجرا می‌شد.
اما وضعیت سیاسی پرتنش در اروپا در طول جنگ‌های ناپلئونی (۱۸۰۳ تا ۱۸۱۵)، روسیه را به‌شدت درگیر کرده بود. روسیه علی‌رغم نگرش‌های توسعه‌طلبانه در قفقاز، به دنبال راهی برای پایان دادن به جنگ با ایران بود. در این زمان، عدم ثبات سیاسی در ایران، مورد توجه دولتمردان روس قرار گرفت و در همین راستا بود که نیکلای رومیانسف — وزیر امور خارجهٔ امپراتوری روسیه — در سال ۱۸۰۷ م از تمایل روسیه به تقویت حکومت مرکزی قاجار و نظمی پایدار برای جانشینی در ایران گفته بود: «روسیه نمی‌تواند بخواهد که ایران به‌وسیلهٔ اختلافات درونی پاره‌پاره شود، اما برعکس، باید به تقویت حکومتِ باباخان [فتحعلی‌شاه] علاقه‌مند باشد تا روابط پایدار با حکومتی منسجم داشته باشد.» رومیانسف به خوبی از تأثیرات روسیه بر ایران آگاه بود و اعتقاد داشت که توافق صلح با روسیه در قفقاز، تنها راهی بود که قاجار بتواند کنترل کامل کشور خود را به‌دست بگیرد: «کافی است امپراتور روسیه تمامیتِ ارضی ایران را تضمین کند تا حکومتْ شورش‌ها و آشوب‌های کوچک‌تر را — که می‌توانند حکومت قاجار را به چالش بکشند — سرکوب کند.» در حالی که وضعیت پیمان‌های ایران با بریتانیا و فرانسه خوش‌فرجام به نظر می‌رسید و احتمالاً قاجار از حضور سفیران این قدرت‌ها در ایران احساس اعتمادبه‌نفس می‌کرد، سرنوشت حقیقی قاجار به صلح با روسیه گره خورده بود. مقامات روسی که از این موضوع آگاه بودند، قبل از اینکه ژنرال روسی الکسی پترویچ یرمولوف در سال ۱۸۱۷ م عازم تهران شود، او را از «غرور بیش از حد» و «اشتیاق به نجابت» در ایرانیان آگاه کردند و بدین‌ترتیب او، درپیش‌گرفتنِ رفتارِ غیرمحترمانه را برای نیل به اهداف خود، لازم دید. حتی الکساندر گریبایدوف — که در روسیه به‌عنوان یک استاد ظریف و شاعر عاشقانهٔ احساساتی شناخته شده‌است — نیز زمانی که به مأموریت دیپلماتیک اعزام شد، ادامه‌دهندهٔ روش یرمولوف شد و در مذاکرات خود برای خاتمهٔ جنگ، شکستِ صفویان در برابرِ افغان‌ها در سال ۱۷۲۲ م را به عباس میرزا یادآوری کرد و علناً او را با سرنوشتِ مشابهی تهدید کرد.

### حکومت فتحعلی‌شاه

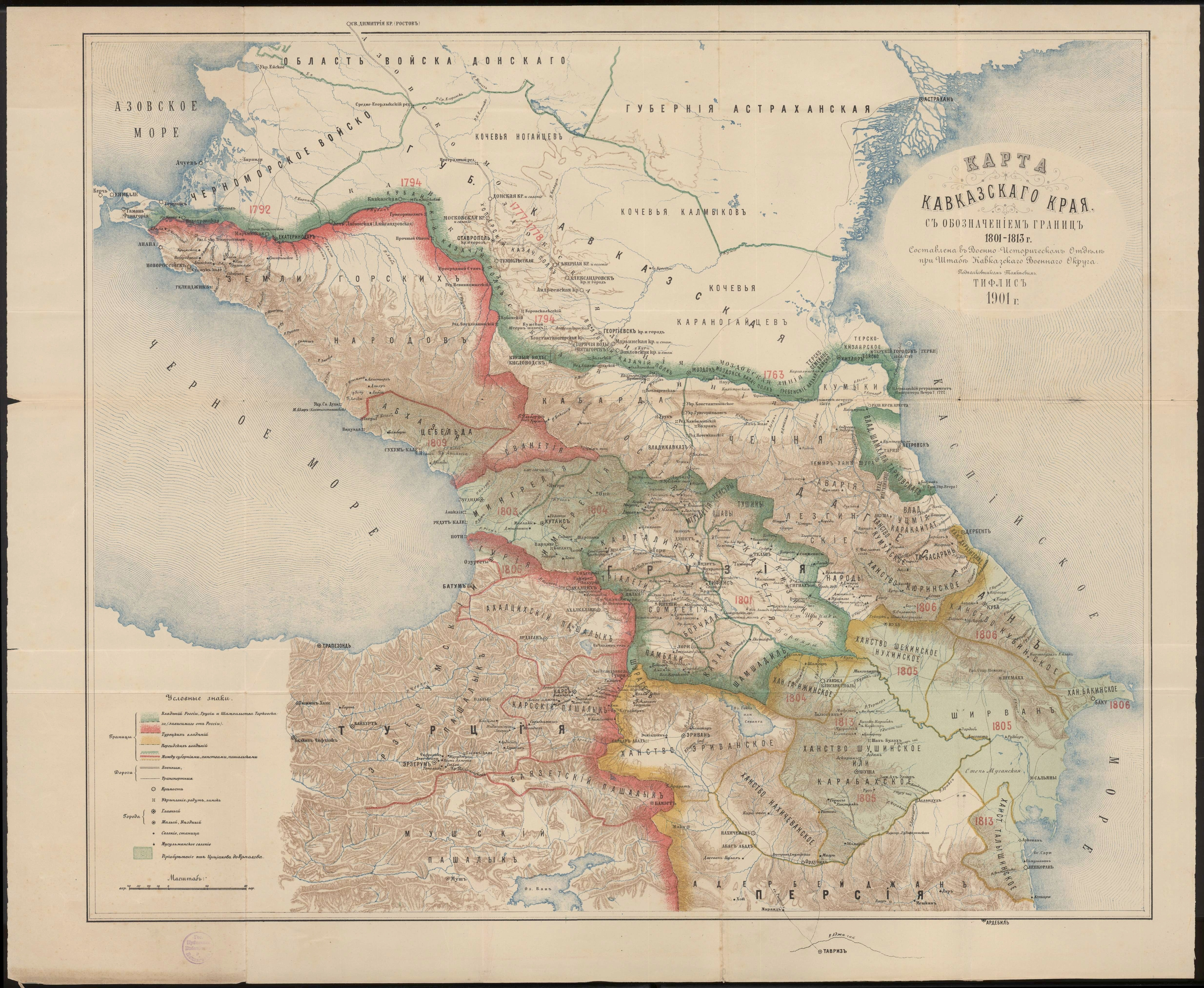
خان‌نشین‌های قفقاز در ۱۳–۱۸۰۱ م

به‌گفتهٔ گاوین هامبلی، قلمرو ایران در روزگار فتحعلی‌شاه مِلکی را می‌مانست که مالکان متوالی‌اش مدت‌ها از آن غفلت کرده‌اند اما بااین‌حال، ایرانِ روزگارِ فتحعلی‌شاه بسی آسوده‌تر و مرفه‌تر از اواخر عهدِ صفوی بود. از سویی، نبود مرزی معین در پیرامون قلمروِ حکومت مسئله‌ای دردسرساز بود. زاگرس‌نشینانِ غربی به عثمانی آزادانه رفت‌وآمد داشتند؛ محمدعلی میرزا به‌عنوان حکمران کرمانشاه، لرستان و خوزستان، و عباس میرزا به‌عنوان حکمران آذربایجان به بخش‌هایی از خاک عثمانی حمله می‌کردند و ادعای مالکیتِ سرزمین‌های تحتِ حکومتِ روزگارِ صفوی را داشتند. در شرق نیز حکومت بر این تأکید داشت که هرات و قندهار از آنِ ایران هستند، آنچنان‌که در عهد صفوی چنین بود. اما پیچیده‌تر از همه، وضعیت مرزهای قفقاز در آن سوی ارس بود. منطقه‌ای که هر سه حکومتِ ایران، عثمانی و امپراتوری روسیه بر سر آن کشمکش داشتند.
سلطنت فتحعلی‌شاه، به‌جز گسترش خانوادهٔ سلطنتی، با روابطش با قدرت‌های اروپایی و نهایتاً تحمیل دو معاهده — که به‌معنای افزایش ناکارآمدی ایران در یک نظام بین‌المللی است و به‌طور فزاینده‌ای تحت تأثیر مداخلهٔ اروپا قرار دارد — تعریف می‌شود. آقامحمدخان هرگز با روس‌ها در صحنهٔ نبرد مواجه نشد، هرچند پیش از مرگش تدارک انجام نبرد را می‌دید. در پی مرگ کاترین بزرگ در سال ۱۷۹۶ م و درگیری روسیه در مشکلات ناشی از جنگ‌های انقلاب فرانسه در اروپا، وقفه‌ای در برخورد نظامی بین ایران و روسیه به‌وجود آمد. البته تا سال ۱۷۹۹ م، قوای روسیه همچنان مرزهای شمال غربیِ ایران را تهدید می‌کردند و تمایل داشتند که عقب‌نشینی از تفلیس در پی مرگ کاترین را جبران کنند. با وجود تداوم حملات مرزی از سوی روسیه، به‌نظر نمی‌رسید فتحعلی‌شاه همچون آقامحمدخان، تهدید روسیه را جدی گرفته باشد. به نوشته انصاری، ممکن است خروج قوای روس در سال ۱۷۹۶ م از منطقه، موجب درک نادرست ایرانیان از قدرت خود شده باشد. پاول یکم (حکومت: ۱۸۰۱–۱۷۹۶)، علی‌رغم نارضایتیِ جدی‌اش نسبت به کاترین و سیاست‌های او، نمی‌توانست درخواست کمک‌های گرجستان را نادیده بگیرد؛ او نیروی محدودی را به سمت جنوب اعزام کرد و با تقاضای گرجی‌ها برای ساختن تسلیحات — که به‌زودی به انحصار کامل روس تبدیل شد — موافقت نمود. فتحعلی‌شاه همچنان بر حق حاکمیت ایران در این قلمرو اصرار داشت و بر موازنهٔ رقابتِ قدرت‌های اروپایی تمرکز کرد، چرا که جمهوری فرانسه و امپراتوری بریتانیا به دنبال مذاکره برای معاهدات بودند. هیچ‌یک از این مانورهای دیپلماتیک ثمر چندانی نداشت و با ترور پاول در سال ۱۸۰۱ م، وضعیتِ خطرناکِ ایران به سرعت در حال بدتر شدن بود. الکساندر یکم (حکومت: ۱۸۲۵–۱۸۰۱) سیاست‌های کاترین را ادامه داد و تعیین کرد که مرز بین ایران و روسیه باید رودِ ارس باشد. او پاول سیسیانوف — یک گرجی‌الاصل که نفرتش نسبت به «آسیایی‌ها» زبانزد بود — را برای اجرای این سیاست‌ها و به‌عنوان فرماندهی جدید در قفقاز در سال ۱۸۰۲ م منصوب کرد. سیسیانوف نیروهای خود را به سمت جنوب منتقل، بیشترِ قفقاز را اشغال، و فعالانه برای تصرف استان‌های حاشیهٔ خزر ایران از جمله گیلان تلاش کرد، جاه‌طلبی‌ای که بازتاب‌دهندهٔ توسعه‌طلبی اولیهٔ پتر کبیر بود. در نهایت، تصرف و غارت گنجه که ظاهراً برای انتقام‌گیری از تصرفِ تفلیس بود، واقعی بودن تهدید و ضرورت اقدام متقابل را به فتحعلی‌شاه اثبات کرد. این رویداد، دیگر اعتراض و ستیزِ یک ایالتِ خراجگزار با حکومت مرکزی نبود، بلکه قلمروی ایران مورد تعرض قرار گرفته بود.

## زندگی

### تبار
احتمالاً قاجارها مغول، ترکمان و سلجوقی نبوده‌اند بلکه از ترکان غربی و خویشاوند نزدیک خزرها و قبچاق‌ها و بلغارها و پچنگ‌ها بوده‌اند و در حدود سدهٔ هشتم میلادی با سایر طوایف ترک قفقاز جنوبی از آن سرزمین هجرت کرده‌اند. اینان نخست در حدود سدهٔ هشتم با سایر طوایف ترک قفقاز جنوبی از آن سرزمین هجرت کرده‌اند و سپس ۲۰۰ سال بعد از حمله مغول به ایران مجدداً به ایران برگشته‌اند. صفویه آنها را از آذربایجان به مازندران و گرگان و مرکز ایران برده‌اند و با افشارها و بیات‌ها و بایندرها بسیار نزدیک بوده و حتی شریک سرنوشت و شاید همسفر ایشان بوده‌اند. ایل قاجار یکی از هفت ایل اصلی ترکمان قزلباش بود که در زمان صفویه از آناتولی و شام به ایران مهاجرت کرده و شاه اسماعیل به یاری توان نظامی آن‌ها، سلسلهٔ صفویه را بنیان نهاد.
قوانلوها در کنار دولوها دو شاخهٔ قدرتمند ایل قاجار بودند و رقیب یکدیگر به‌شمار می‌آمدند. ایل قاجار بیش از نیم قرن در تلاش برای رسیدن به قدرت بود، تا سرانجام در اواخر قرن هجدهم آقامحمدخان قاجار که به طایفهٔ قوانلو تعلق داشت، سلسله قاجار را بنیان گذاشت. او که از اختلافات درون ایلی قاجار آگاه بود، در همان سال‌های نخست پادشاهی خود تصریح کرد که تاج و تخت قاجار باید به نخستین فرزند پسری که از وصلت دو طایفه به وجود می‌آید تعلق گیرد. از این رو، مادرانِ عباس میرزا و محمدشاه، هر دو از خاندان دولو بودند.

### تولد و کودکی

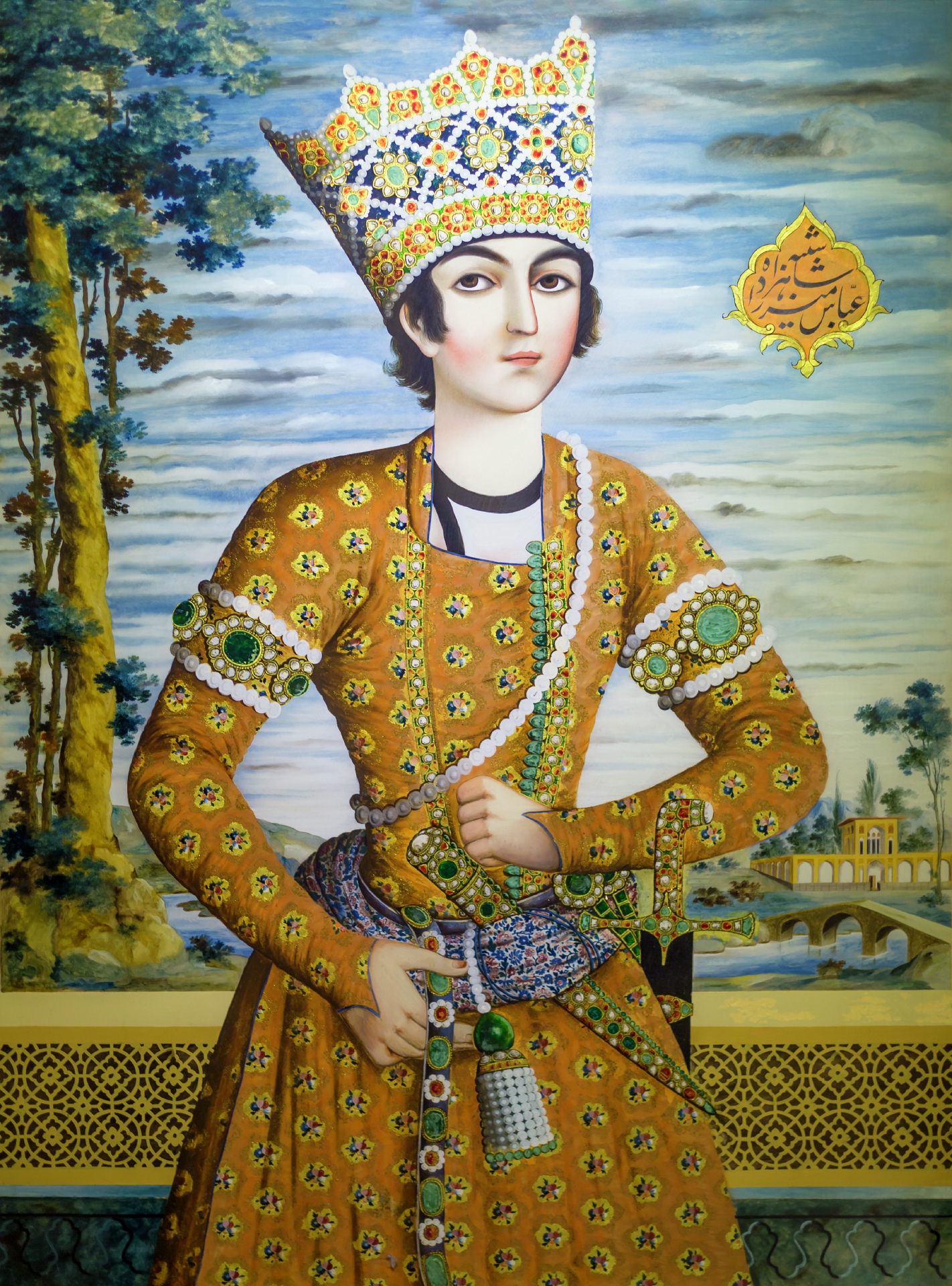
عباس میرزا در نوجوانی.

عباس میرزا، پسر فتحعلی‌شاه و پدرِ سلسلهٔ حاکمانِ قاجار از محمدشاه به بعد، در ۴ ذی‌الهجهٔ ۱۲۰۳ ه‍.ق/۲۶ اوت ۱۷۸۹ م در نوا، مازندران متولد شد. مادرش، آسیه خانم، دختر فتحعلی‌خان دَوَلّو بود؛ فتحعلی‌شاه به‌دستور آقامحمدخان با وی ازدواج کرد. عباس میرزا، نایب‌السلطنهٔ آینده، یک قوانلو از سمت پدری‌اش و یک دَوَلّو از سمت مادری‌اش، با وجود خویش دو شاخهٔ اصلی قبایل قاجار را متحد کرد. با آشتی دادن آنها، آقامحمدخان راه را برای رسیدن خویش به تخت سلطنت هموار یافت.
عباس میرزا در دوره‌ای رشد یافت که به عصر جنگ‌های ایران و روسیه در آذربایجان و قفقاز شناخته شده‌است. در سال ۱۷۹۷ م، زمانی که تنها هشت ساله بود، با عموی بزرگش، آقامحمدخان برای لشکرکشی علیه حاکم محلی شوشی (پایتخت قره‌باغ) همراه شد. وی در آدینه بازار، نزدیک اردبیل، همراه با شاهزادگان دیگر در پشت جبهه بود؛ و پس از قتلِ شاه در ماه ژوئن از راهِ رشت به تهران بازگشت.
در نوروز ۱۲۱۲ ه‍.ق/۲۱ مارس ۱۷۹۸ م، فتحعلی‌شاه با برگزاری مراسم رسمی تاج‌گذاری، نشان داد که رقبایش دیگر تهدیدی به‌شمار نمی‌روند. وی در ۱۳ شوال ۱۲۱۳ ه‍.ق/۲۰ مارس ۱۷۹۹ م عباس میرزا را با لقب «نایِبُ‌السَّلطَنه»، وارث بلافصل خود تعیین کرد. در این هنگام عباس میرزا ده ساله بود. این لقب بر اساس خواستِ شاهِ پیشین بود که هدف سیاسی‌اش، برقراری پیوند میان قوانلو و دولّو بود. پسران بزرگ‌تر در برابر این رویداد تسلیم شدند، چرا که آنان فرزندانِ همسرانی از ردهٔ پایین‌تر نسبت به آسیه خانم بودند. سلیمان‌خان قاجار و میرزا عیسی فراهانی (شناخته‌شده با لقب‌های میرزا بزرگ و قائم‌مقامِ اول) به لَلِگی و وزارت عباس میرزا تعیین شدند و عباس میرزا حُکمرانِ آذربایجان شد.

### حکمرانی آذربایجان

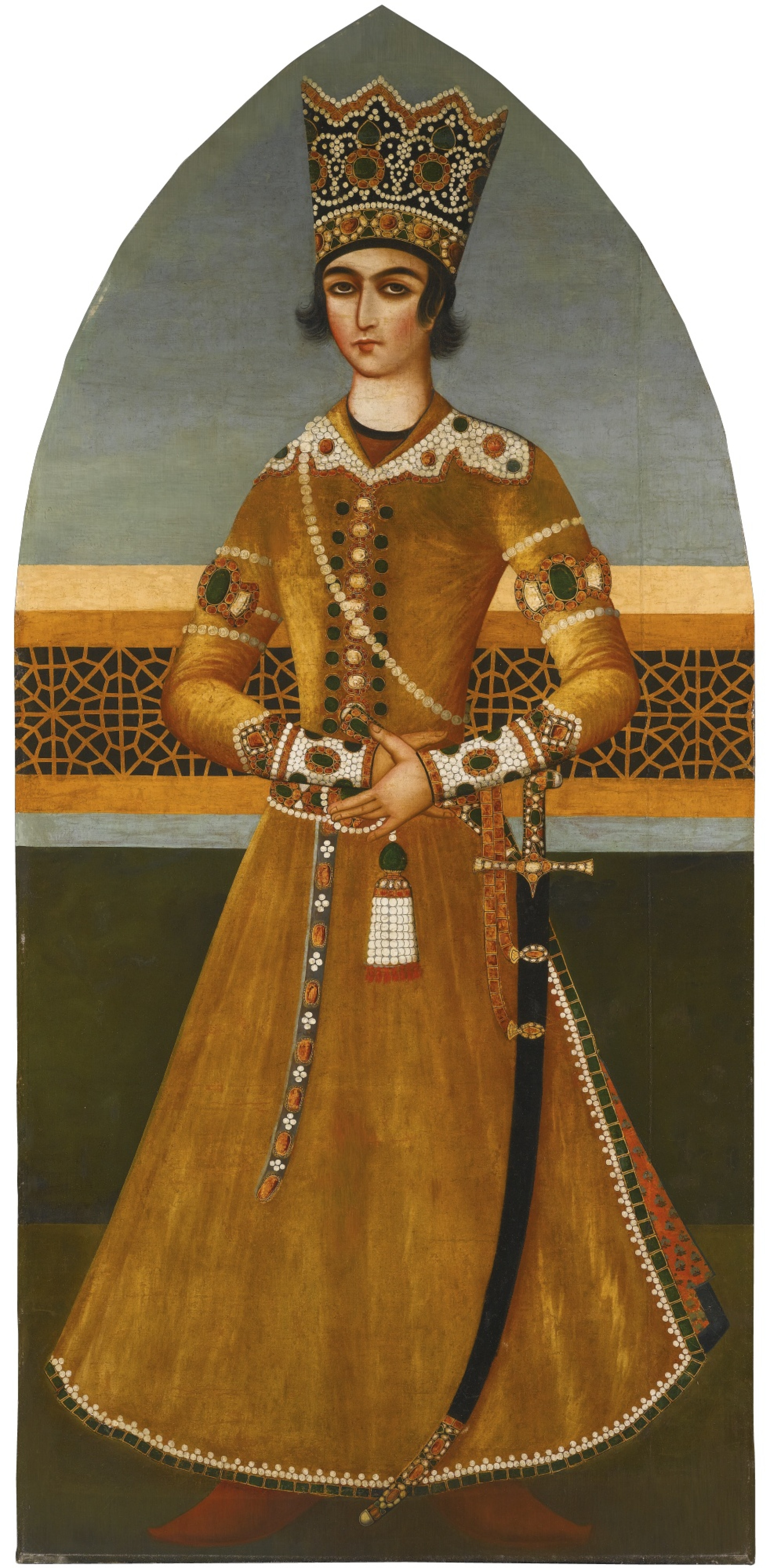
عباس میرزا نایب‌السلطنه. حوالی ۱۸۰۰ م.

با انتصاب به حکمرانی، عباس میرزا به آذربایجان گسیل شد تا جعفرقلی‌خان دُنبَلیِ را — که حاکم خانات خوی بود و ادعای اراضی آذربایجان را داشت — سرکوب کند. پس از یک پیروزی در نزدیکی سلماس، عباس میرزا به سمت خوی پیشروی کرد و سپس به تبریز بازگشت. اگرچه برادران نایب‌السلطنه — که در همان سال به‌عنوان حکمرانان حکمرانی‌های مهم منصوب شده بودند — در پایتخت‌های حکمرانی‌شان مستقر شده بودند، اما عباس میرزا مشخصاً در تبریز زندگی نمی‌کرد. درواقع، میرزا بزرگ فراهانی، قصر نگارستان را در نزدیکی تهران ساخته بود. در پاییز یا زمستان سال ۱۸۰۳ م که عباس میرزا همچنان در تهران بود، مراسم ازدواجش با دختر میرزا محمدخان دولّو قاجار با تشریفات فراوان برگزار شد.
هنگامی که روس‌ها در سال ۱۸۰۴ م به گنجه تاختند، عباس میرزا تهران را ترک کرد و برای تسخیر ایروان — که تحت محاصرهٔ نیروهای روسیه بود — لشکرکشی کرد. فتحعلی‌شاه که در جبههٔ جنگ با روسیه بود، پس از بازگشت روس‌ها به تفلیس، امور را به دست امیران باتجربه واگذار کرد و خود در پاییز به تهران بازگشت؛ عباس میرزا نیز در تبریز باقی ماند تا برای مقدمات ادامهٔ جنگ آماده شود. در تابستان ۱۸۰۵ م، نایب‌السلطنه با موفقیتی نسبی در برابر روس‌ها جنگید و پس از آن او به‌طور رسمی به سمت حکمران «آذربایجان و قره‌باغ، از قَپلان‌کوه تا دربند» منصوب شد و قدرت کامل را برای عزل و نصب حاکمان نواحی مختلف دریافت کرد. عباس میرزا به‌جز چند وقفهٔ کوتاه، تا سال ۱۸۳۱ م در آذربایجان ساکن بود؛ تابستان‌ها را در تبریز و زمستان‌ها را در خوی می‌گذارند، مگر زمانی که در برابر روسیه یا عثمانی به میدان می‌رفت.

#### مناسبات با حاکمانِ خانات محلی قفقاز
در آغاز سدهٔ نوزدهم میلادی و در دوران فترت سیاسی پس از سقوط صفویان و مرگ نادرشاه، منطقهٔ قفقاز به‌وسیلهٔ حکومت‌هایی محلی با نام «خان‌نشین‌های قفقاز» اداره می‌شد. این خان‌نشین‌ها از سویی درگیر اختلافات درونی و محلی بودند و از سوی دیگر، روابط‌شان با قاجاریان و روس‌ها دچار فراز و فرود بسیاری بود. تلاش آن‌ها برای حفظ قدرت و تضعیف خانات رقیب، سبب می‌شد تا با توجه به شرایط و قدرت و نفوذ ایران یا روسیه در منطقهٔ قفقاز، پشتیبانی یکی از دو طرف را جلب کنند. گرایش خان‌نشین‌ها به روسیه در آغاز سبب شد تا تلاش‌های اندک عباس میرزا در جهت نوسازی ارتش و به‌کارگیری نظامیان خارجی برای آموزش نیروها و نیز اقدام برای جلب حمایت علما جهت صدور فتوای جهادْ موفقیت‌آمیز نباشد. عدم آگاهی و توجه نسبت به سیاست‌های استعماری و امپریالیستی روسیه، سبب می‌شد این خان‌نشین‌ها به تصور نجات سیاسی خویش، به روسیه گرایش پیدا کنند، اما پس از رویارویی با اهداف روسیه و ازدست‌دادن حکومت و قدرت خود در منطقه، پشیمان شدند و به سمت ایران بازگشتند؛ اما بازگشت و توسل‌شان به قاجار نیز به آنان برای رهایی از شرایط کمکی نکرد؛ به‌گونه‌ای‌که به‌دنبال سقوط گنجه، گروهی از حاکمان و مدعیانِ شکست‌خورده در قفقاز با توجه به خطر روس‌ها برای حکومت‌شان، از سر ناچاری به دولت قاجار پناه بردند و کمک خواستند، در حالی که این گروه، در شرایط عادی، مایل به تبعیت از قاجار نبودند. دولت قاجار هم سپاهی را به فرماندهی عباس میرزا و همراهی اسکندرمیرزا گرجی، اوغورلوخان گنجه‌ای، ابوالفتح‌خان رقیب ابراهیم خلیل جوانشیر، و عباسقلی‌خان کنگرلو حاکم نخجوان به آذربایجان فرستاد.

#### اولین جنگ روس و ایران (۱۳–۱۸۰۴ م)

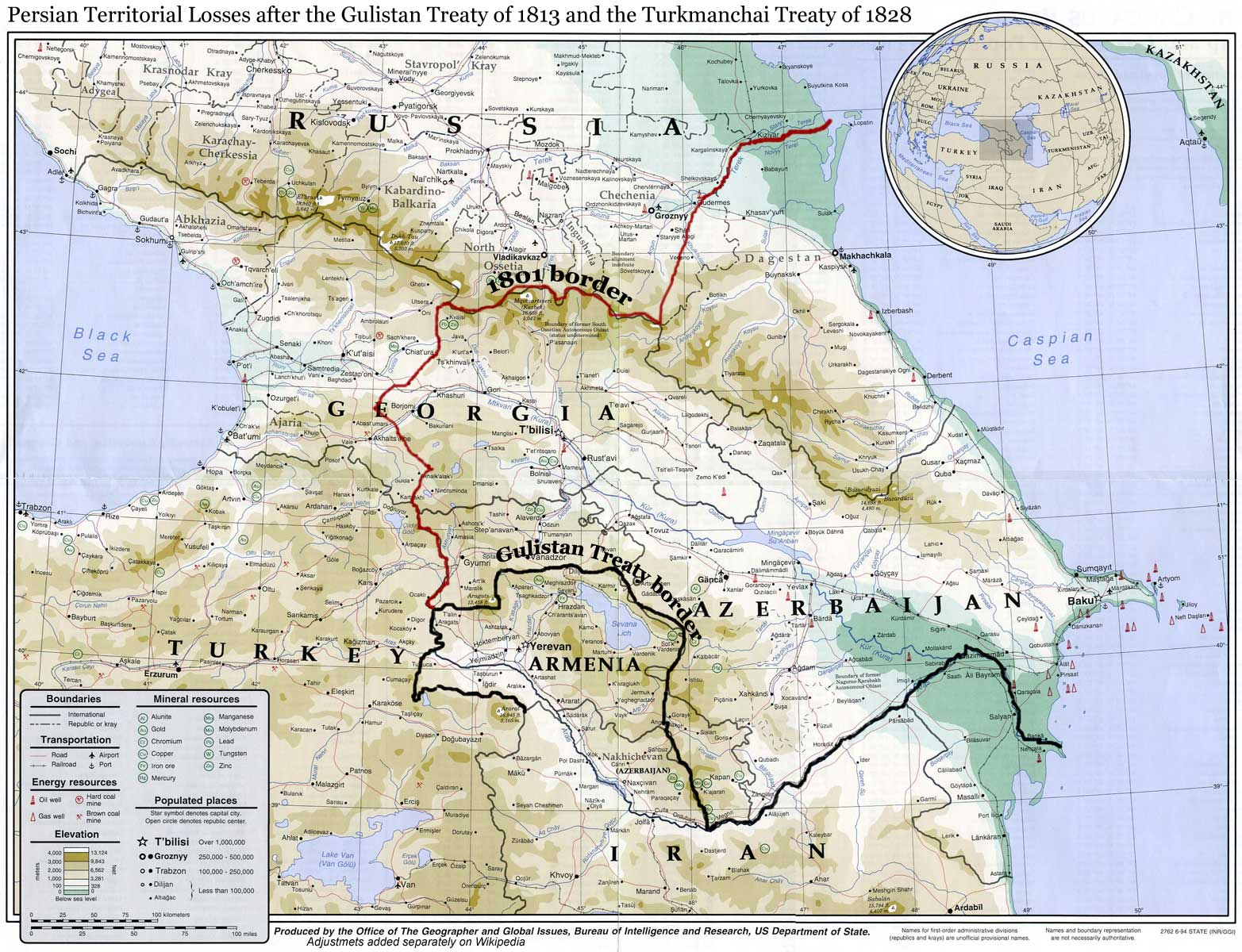
مرز ایران و روس تا پیش از عهدنامهٔ گلستان (خط قرمزرنگ) و پس از آن (خط سیاه‌رنگ)

گیورگی دوازدهم، شاه کارتیل–کاخت در سپتامبر ۱۷۹۹ م، رسماً از روسیه درخواست تحت‌الحمایگی گرجستان را کرد؛ و دو ماه بعد سپاه روس با استقبال و شادی مردم، وارد تفلیس شد. پاول سیسیانوف، فرماندهی کل قوای قفقاز، به‌طور منظم به سرزمین‌های همسایهٔ گرجستان حمله می‌کرد. سیسیانوف حتی به خط مرزی ارس–کُر رضایت نمی‌داد و برای ضمیمه کردن خوی، تبریز و گیلان تلاش می‌کرد و با هر پیشنهاد صلحی نیز مخالف بود. او به گنجه حمله کرد و با این کار عباس میرزا را به مبارزه طلبید. در پایان ژوئن ۱۸۰۴ م، سیسیانوف به ایروان حمله کرد و هم‌زمان عباس میرزا نیز به آنجا رسید. اول ژوئیه نخستین جنگ ایران و روس آغاز شد.
پس از اولین نبرد جنگ روس و ایران در تاریخ اول ژوئیهٔ ۱۸۰۴ م در نزدیکی ایروان، عباس میرزا در پایان نبردی شَدید، به‌سرعت از دگرگونی‌ها و اصلاحات مورد نیاز مطلع شد؛ اما پدرش و محافل درباری که او را احاطه کرده بودند، فعالیت چندانی در این‌باره نداشتند. یک سال پس از آغاز جنگ، روسیه برای صلح آماده شد، اما سیسیانوف به‌شدت مخالفت کرد. سرانجام سیسیانوف به‌دست حسینقلی‌خان باکویی کشته شد. مرگ سیسیانوف منجر به عقب‌نشینیِ موقتِ نیروهای روسی از منطقهٔ باکو شد. خبر مرگ او پیروزی کوچکی بود، ولی روحیه ایرانیان هنگامی‌که سر بریدهٔ او به تبریز و سپس به تهران منتقل شد، افزایش یافت. اما ترور فرماندهِ روسی در تصمیم روسیه تأثیری نکرد، زیرا تا پایان سال ۱۸۰۶ م، روسیه تمام خان‌نشین‌های شرق قفقاز به‌جز ایروان، نخجوان و تالش را اشغال کرده بود. تلاش عباس میرزا برای بازپس‌گیری قره‌باغ به‌دلیل نبود توپخانهٔ مؤثر و ترور ابراهیم خلیل جوانشیر توسط روس‌ها، شکست خورد. قاجارها با فراهم کردن فتوای جهاد و سپس دریافتِ حمایتِ قابل‌توجه از بریتانیا، در سال ۱۸۱۰ م به قره‌باغ حمله کردند و در نبرد سلطان‌آباد در ارس در ۱۳ فوریه ۱۸۱۲ م پیروز شدند و قلمروشان در تالش را در سال ۱۸۱۲ م بازسازی کردند. نایب‌السلطنه بارها به ایروان، شوشی، گنجه، نخجوان و شروان نزدیک شد. لشکرکشی‌های سالانه‌ای که او از سال ۱۸۰۴ م در سراسر ارس به راه انداخته بود تا سال ۱۸۱۰ م ادامه پیدا کرد با این حال، جنگ تا سال ۱۸۰۶ م تقریباً به پایان رسیده بود زیرا روسیه تا آن زمان به جز ایروان، بر سایر سرزمین‌های شمال ارس تسلط پیدا کرده بود. در سال ۱۸۱۰ م، روس‌ها به ایران پیشنهاد معاهدهٔ صلح دادند که قلمرو اشغالی در اختیار آنان بماند و نیز ایران دست آنان را در شرق آناتولی و بین‌النهرین بازگذارد، اما این پیشنهادها رد شد. در پایان سال ۱۸۰۷ م، عباس میرزا توانست تعدادی از فراریان روسی و لهستانی و زندانیان جنگی را استخدام کند تا ارتش خود را در مدل اروپایی آموزش دهد. این روس‌ها، که تعدادشان چندصد نفر بود، اغلب مردانِ بدونِ ارزشِ نظامیِ بالایی بودند، اما تأثیر مثبتی روی ایرانیان گذاشتند و بسیاری از آنان به افسران وفاداری در ارتش جدید عباس میرزا تبدیل شدند.
هر امیدی که فتحعلی‌شاه به کمک بریتانیا داشت، در همان اوایل جنگ از بین رفت چرا که بریتانیا متحد روسیه در برابر ناپلئون شده بود. با این حال، فرانسوی‌ها مشتاق ورود به صحنه بودند. بدین‌ترتیب، در مهٔ ۱۸۰۷ م عهدنامهٔ فینکنشتاین میان ایران و فرانسه به امضا رسید. ناپلئون به‌منظور اجرای عهدنامه، کلود ماتیو گاردان را در رأس هیئتی نظامی به ایران فرستاد. اما پیش از رسیدن هیئت به تهران، روسیه از فرانسه شکست خورد و پیمان تیلسیت میان طرفین منعقد شد؛ این‌گونه ناپلئون به‌سرعت تمایلش به ایران را از دست داد. در سال ۱۲۲۵ ه‍.ق/۱۱–۱۸۱۰ م، نخجوان یک‌بار دیگر هدف شاهزاده قرار گرفت.
دورهٔ زمانی ۱۲–۱۸۰۶ م زمانی بود که ایران در موقعیت نسبتاً خوبی قرار داشت تا با دشمن بسیار قوی روبه‌رو شود. در طول این دوره، روسیه تحت فشارهایی بود که توانست تنها حدود ۱۰٬۰۰۰ نیرو را به جبههٔ جنگ با ایران اعزام کند، درحالی‌که ارتش قاجار هفت برابرِ این رقم را بسیج می‌کرد. این دوره زمانی بود که شاه تصمیم گرفت تا قوانینی را برای سازماندهی مجدد و مدرن‌سازی ارتش و ایجاد نظام جدید در اوایل سال ۱۸۰۸ م به تصویب برساند. در این زمان، به‌ویژه پس از شکست‌های سال ۷–۱۸۰۶ م، روشن شد که بدون یک ارتش مدرن، به‌ویژه توپخانه و پیاده‌نظامِ مدرن، برای تکمیل ارتش سنتی شاه، شکست دادن روس‌ها غیرممکن خواهد بود؛ و بهترین کار این است که شاه امیدوار باشد که جنگ دفاعی باشد تا بتواند روس‌ها را در آن منطقه‌ای که اشغال نشده‌است، نگه دارد. در این زمینه، وظیفهٔ سازماندهی نیروهای نظام جدید به عباس میرزا، فرماندهِ کل نیروهای ایران، با کمک نخستْ فرانسوی‌ها و سپس بریتانیایی‌ها، سپرده شد. استراتژی آقامحمدخانی برای عقب‌نشینی و اجرای راهبرد زمین سوخته و حملات چریکی، به‌دلیل قدرت آتش و استراتژی روسیه برای تقویت قلعه‌های تسخیرشده و استفاده از آن‌ها به‌عنوان سکویی برای مرحلهٔ بعدیِ حمله، موفقیت چندانی نداشته‌است. عدم اطمینان از خان‌های قفقاز — که نشان داده بودند متحدان ضعیفی برای قاجار هستند — به این مشکل افزوده شد. تا سال ۱۸۰۸ م، ایران به‌وضوح در موقعیت دفاعی و در تلاش برای نگهداری ایروان و نخجوان بود؛ و نیز بدون توانایی برای تصرف سرزمین یا تسخیرِ مجدد هر یک از شهرهایی که به دست روس‌ها افتاده بود، حملات محدودی را به سرزمین‌های اشغالی روسیه هدایت می‌کرد.

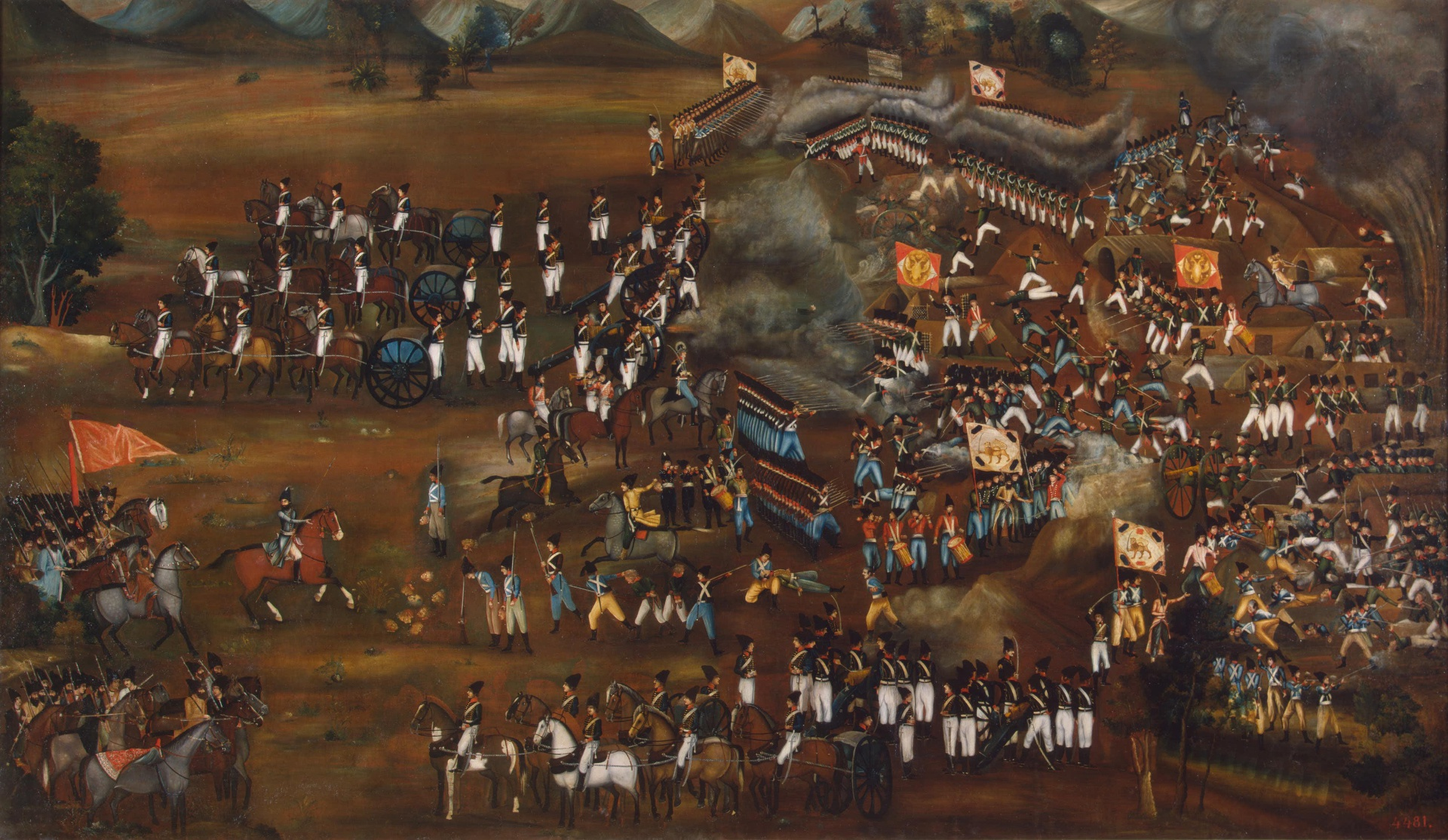
تابلوی نقاشی مربوط به سال ۱۶–۱۸۱۵ م که نبرد سلطان‌آباد در سال ۱۸۱۲ م و پیروزی سپاه عباس میرزا را ترسیم کرده‌است. این تابلو در اصل در قصر عباس میرزا نگهداری می‌شده اما بعدها توسط روس‌ها به روسیه برده شده‌است.

تا سال ۱۸۱۲ م، نیروهای نظام جدید سه سال دیگر تحت آموزش افسران انگلیسی قرار گرفته بودند و در جنگْ تجربه کسب کرده بودند. پیش از سال ۱۸۱۲ م، ایران و روسیه همچنان با هم درگیر جنگ بودند. در برخی موارد، نیروهای ایرانی به عمق سرزمین‌های اشغال‌شده توسط روسیه تا شمال گنجه نفوذ کردند، اما قادر به نگه‌داشتنِ هیچ موضع ثابتی نبودند. جنگ کامل با ایران در ژوئیهٔ ۱۸۱۲ م از سر گرفته شد، درحالی‌که ارتش بزرگ ناپلئون در حال آماده شدن برای حمله به روسیه بود. بااین‌حال، اولین جنگ روس و ایران پس از شکست ایران در اکتبر ۱۸۱۲ م در اصلاندوز و در ژانویه ۱۸۱۳ م در لنکران به پایان رسید.
کمتر از یک ماه پس از توقف مذاکرات، نیروهای ایرانی تحت فرمان نایب‌السلطنه عباس میرزا — که در اصلاندوز اردو زده بودند — در ۲۴ شوال ۱۲۲۷ ه‍.ق/۳۱ اکتبر ۱۸۱۲ م مورد شبیخون ارتش روس قرار گرفتند. این حمله جز برای مصالحهٔ بریتانیا و روسیه در اروپا و متعاقب آن تبانی دو قدرت بر سر ایران انجام نشده‌است. با آنکه سربازان ایرانی پیکار خوبی کردند، اما روشن بود که ایران بازندهٔ جنگ است. سربازان عباس میرزا به کلی پراکندگی و تلفات سنگینی را متحمل شدند. نتیجهٔ این جنگ ده ساله در واقع با این حمله قطعی شد، زیرا ارتش آذربایجان دیگر نمی‌توانست مقاومت مؤثری را شکل دهد. بنابراین عباس میرزا برای آتش‌بس آماده شد و سرانجام با میانجی‌گری و تحریک بریتانیا، طرفین به صلح رضایت دادند و ایران درنهایت مجبور به پذیرفتن شرایط سخت‌گیرانهٔ عهدنامه گلستان شد که در ۲۹ شوال ۱۲۲۸ ه‍.ق/۱۲ اکتبر ۱۸۱۳ م به امضا رسید. به موجب این معاهده، ایران مجبور به واگذاری دربند، باکو، و شروان شد.

#### دورهٔ میان دو جنگ (۲۶–۱۸۱۳ م)

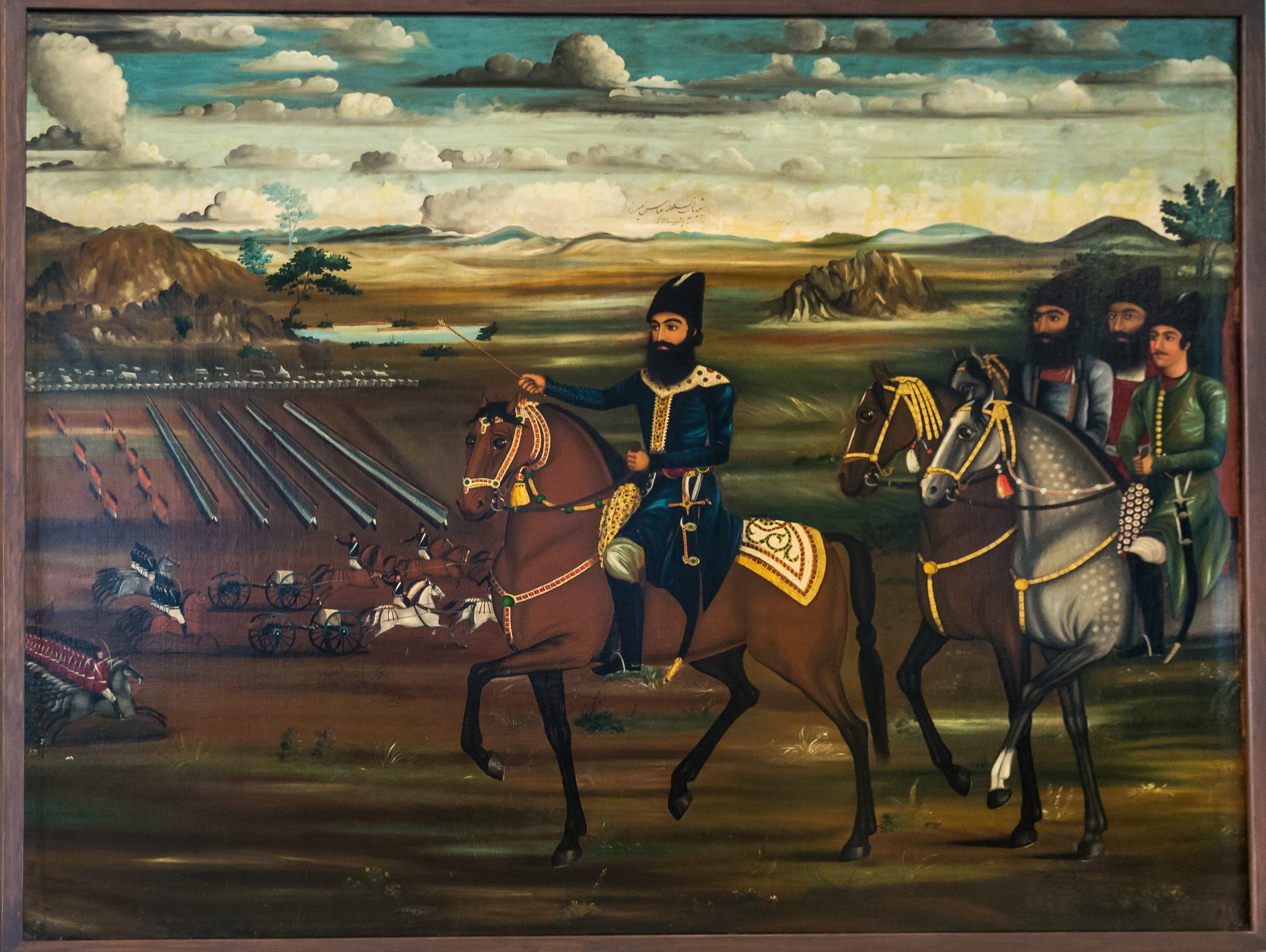
عباس میرزا در حال بازدید از ارتش. اثر الله‌وردی افشار، ۱۸۱۶ م.

روس‌ها عهدنامهٔ گلستان را فقط به‌عنوان یک برنامهٔ موقت پذیرفته بودند؛ چراکه برنامهٔ استراتژیک آنان همیشه رودخانه ارس را به‌عنوان مرز جدید با قاجار ایران می‌دید. از سوی دیگر، برای اینکه ارس به مرز جدید تبدیل شود، دو خان‌نشین باقی‌ماندهٔ ایروان و نخجوان باید ضمیمه شوند. به‌نظر می‌رسد یرمولوف از اختلافات ارضی استفاده کرد تا دور جدیدی از اختلافات را به‌وجود آورد، چراکه تجاوز او، به حل مسئله کمک نمی‌کرد و مذاکرات طولانی‌مدت نتیجه نداشت.
رویداد مهم دیپلماتیک بین دو امپراتوری در سال ۱۸۱۹ م رخ داد. این، مأموریت سفیر سمیون مزارویچ بود که توسط دربار سنت‌پترزبورگ به‌عنوان مأمور دیپلماتیک دائمی فرستاده شد. یکی از اعضای مأموریت مازاروویچ، دیپلماتی جوان و شاعر به‌نام الکساندر گریبایدوف بود که در تفلیس به مأموریت پیوسته بود. وظیفهٔ مأموریت مذاکره دربارهٔ موارد زیر بود: اختلاف مرزی مربوط به معاهدهٔ گلستان، بازگشت فراریان روس که یک گردان را در ارتش عباس میرزا ایجاد کرده بودند، مسئلهٔ حمایت ایران از شاهزادهٔ گرجستان اسکندر میرزا و تجارت با ایران بود. این مأمور، رفتار غیرمحترمانهٔ مأموریت یرمولوف را تکرار نکرد و در این حس، تأثیر بهتری در هر دو شهر تبریز و تهران برجای گذاشت. اما بین گریبایدوف و عباس میرزا اصطکاکی بر سر بازگشت فراریان روس رخ داد و مذاکرات بر سر اختلافات مرزی نیز به‌خوبی پیش نمی‌رفت. مسئلهٔ روس‌های مقیم در ایران و اصرار گریبایدوف بر بازگشت آنان در سال ۱۸۲۹ م منجر به قتل او در تهران شد. دربار تبریز از همان ابتدا مخالف معاهدهٔ گلستان بود. میرزا عیسی ملقب به قائم‌مقامِ اول، ضدروسی شناخته می‌شد و به‌نظر می‌رسد که معمار استراتژی ایران نسبت به روسیه در طول سال‌های میانِ جنگ بوده‌است. با توجه به این استراتژی، ایران سیاستِ «صلح خصمانه» را در رابطه با روسیه حفظ می‌کند تا بتواند از خود در برابر تجاوزِ آیندهٔ روسیه دفاع کند. این استراتژی الزاماً جایگاه نایب‌السلطنه را در سلسله‌مراتبِ قدرتِ قاجار به‌عنوان فرماندهِ کلِ نیروهای مواجه با روس‌ها تضمین می‌کند و افزون‌براین، اطمینان حاصل می‌کند که جریان پول از تهران بدون وقفه ادامه می‌یابد. برخی از ناظران به این استراتژی به‌عنوان عامل اصلی شروع جنگ دوم با روسیه اشاره کرده‌اند. ازاین‌رو، استدلال می‌شود که با استفاده از این استراتژی، عباس میرزا وضعیتِ «نه جنگ، نه صلح» را ایجاد کرده و درنهایت کنترلش را از دست داد. بااین‌حال، به‌نظر می‌رسد که مشاهدات فوق، تهاجمات فرماندهی یرمولوف در قفقاز و عزم برای تحریکِ درگیریِ دیگر با ایران و پیوستن خاناتِ قفقازیِ باقی‌مانده را دست‌کم می‌گیرند. به‌عبارت دیگر، به‌نظر می‌رسد که قاجار در مواجهه با عامل و فاکتورِ «یرمولوف» با دو گزینه مواجه بوده‌اند: یک گزینه برای رها کردنِ خانات باقی‌مانده بدون جنگ و دیگری مبارزه برای آن‌ها بود. تحرکات داخلیِ ایران تا جایی که به زمان آغاز جنگ مربوط می‌شد، نقشی در وقوع جنگ ایفا می‌کرد؛ اما به نظر نمی‌رسد که ایرانیان در ایجاد این اختلاف سهم زیادی داشته باشند. یک اقدام تحریک‌آمیزِ دیگر توسط یرمولوف اشغال ساحل شمالیِ دریاچهٔ گوگچه در منطقهٔ خانات ایروان در سال ۱۸۲۵ م بود. این اقدام مهم‌ترین تحریک از طرف روسیه در نقض آشکارِ عهدنامه گلستان بود. درحالی‌که مذاکرات با نایب‌السلطنه به‌ظاهر منجر به توافق برای مبادلهٔ زمین برای قلمرو اشغالی شده بود، این توافق‌نامه توسط شاه تصویب نشد و باطل و غیرقانونی اعلام شد. بااین‌حال، یرمولوف متذکر شد که این توافق‌نامه الزام‌آور بوده و حاضر به عقب‌نشینی نشد. اشغال دریاچهٔ گوگچه به‌وضوح نشان داد که این روسیه — و نه ایران — بود که دشمنی‌ها را آغاز و گلستان را نقض کرد؛ و ایران نیز چاره‌ای جز این نداشت که در مقامِ پاسخِ مناسب برآید.

##### حمله به عثمانی (۲۳–۱۸۲۱ م)
در طول جنگ با روسیه، عباس میرزا از پشتیبانیِ پاشای ایالت وان برخوردار بود. بر اساس گزارش مآثر سلطانیه، این پشتیبانی منجر به یک حملهٔ روسیه به قارص شد. هنگامی که جنگ استقلال یونان در سال ۱۸۲۱ م آغاز شد، محمدعلی میرزا — حکمران کرمانشاه، برادر و رقیب نایب‌السلطنه — فرصت را برای حمله به بین‌النهرین و رسیدن به دیوارهای بغداد به دست آورد اما عباس میرزا نیز بیکار ننشست و در غرب دریاچهٔ وان شروع به پیشروی کرد. محمدعلی میرزا به‌خاطر شیوع وبا به‌ناچار عقب‌نشینی کرد؛ اما عباس میرزا بیازیت و توپراق قلعه را تسخیر و به‌سوی ارزروم پیشروی کرد. عثمانیان ضدحمله‌ای را شکل دادند؛ و عباس میرزا از خوی پاسخ داد، اما دیگربار وبا در لشکرش شیوع پیدا کرد و او ناگزیر به صلح شد. جنگ با معاهدهٔ ارزروم — که مرزهای ۱۶۳۹ م را احیا کرد — پایان یافت. این جنگ به اعتبار عباس میرزا بیش از پیش افزود، اما از نگرانی دربار دربارهٔ رقابت شاهزادگانِ مدعی جانشینی کاسته نشد.

#### دومین جنگ روس و ایران (۲۸–۱۸۲۶ م)
به‌گفتهٔ فیروز کاظم‌زاده، به‌گمان بسیار هیچ‌یک از حاکمان ایران و روس، به عهدنامهٔ گلستان با قطعیت نمی‌نگریستند. عباس میرزا نیز آن را تنها آتش‌بسی موقت می‌دانست و برای جنگی دیگر آماده می‌شد. مرگ تزار الکساندر و جلوس نیکلای یکم در سال ۱۸۲۵ م باعث تند شدن موقت سیاست روسیه بود، اما سفارت الکساندر منشیکف با موجی از احساسات ضد روسی پاسخ گفته شد، که توسط علمای به‌شدت خشمگین از رفتار بی‌رحمانهٔ یرمولوف در قفقاز تقویت می‌شد. پناهندگان به ایران سرازیر شدند و شعله‌های خشم و غضب برافروخته شد، به‌طوری‌که فتواها به‌سرعت برای جهاد علیه روسیه صادر می‌شدند. علمای شیعه مشابه سال ۱۸۱۰ م مجدداً فتوای جهاد علیه روسیه را اعلام کردند. احتمالاً محافل درباری در تهران و تبریز در این امر نقش مهمی ایفا کردند. شاه و نایب‌السلطنه چاره‌ای جز موافقت نداشتند.
به‌گمان هامبلی علل فوری این دوره از جنگ را در سه موضوع می‌توان جستجو کرد: نخست اینکه عباس میرزا نیاز داشت تا اعتبار مخدوش خود در جنگ اول را بازسازی کند؛ دوم اصرار و فشاری که صدراعظم اللهیارخان قاجار برای تجدید جنگ بر عباس میرزا وارد می‌آورد؛ و سوم تبلیغ جهاد از سوی مجتهدانی مانند آقا سیدمحمد اصفهانی. رفتار سرد دولت روسیه و فشار روحانیون ادامه داشت تا اینکه در مهٔ ۱۸۲۶ م ارتش روسیه میرَک در خان‌نشین ایروان را اشغال کرد و ایران نیز به این پیشروی روسیه در منطقهٔ دریاچهٔ گوگچه اعتراض کرد. در سپتامبر ۱۸۲۶ م، عباس میرزا از طریق شوشی به سمت گنجه پیشروی کرد؛ اما او چنان شکست شدیدی را متحمل شد که نتیجهٔ قطعی جنگ را مشخص کرد. با این حال، تحرکات ایران در سال بعد منجر به پیش‌روی‌های جزئی شد. عباس میرزا موفق به کسب پیروزی‌های جزئی در اچمیازدین و نخجوان شد، اما روس‌ها به آذربایجان نفوذ کرده و تبریز را در سوم ربیع‌الثانی ۱۲۴۳ ه‍.ق/۲۴ اکتبر ۱۸۲۷ م تسخیر کردند. مبارزه کوتاه‌مدت بود و منجر به امضای عهدنامهٔ ترکمانچای در اوایل سال ۱۸۲۸ م شد. براساس مفاد عهدنامه، نه‌تنها سرزمین‌های بیشتری از قفقاز به روسیه واگذار شد، بلکه به وضوح تأیید شد که روسیه از جانشینیِ قانونیِ عباس میرزا و وارث وی حمایت می‌کند. یک معاهدهٔ تجاری تکمیلی نیز حقوق بازرگانان روسی را تأمین کرد که اساساً حاکی از آغاز «کاپیتولاسیون» در ایران بود.

قبلهٔ عالم [فتحعلی‌شاه] این روزها بسیار در فکراند و حق دارند. می‌فرمایند که باید خودم بروم جنگ کنم. چرا که امید من در پسرها به نایب‌السلطنه بود و در نوکرها، به آصف‌الدوله و پارسال، از هر دو، یأس به‌هم رسانیدم. حالا نه نوکر دارم، نه پسر… پارسال زمستان، از بس غصه خوردم، مُردم. حالا اگر باید مُرد، چه بهتر در میدان نبرد بمیرم، نه در تهران …
— نامه‌های پراکنده قائم‌مقام، جلد ۱، نامه شماره ۴۵

بی‌شک درصورت پیروزی ایران در جنگ، عباس میرزا بیشترین سود را از آن می‌بُرد، اما این جنگ با وجود کوتاهی، مصیبت‌آفرین‌تر از جنگ پیشین بود. با اینکه طبق شرایطِ مندرج در عهدنامه، عباس میرزا از حمایت روسیه در موضوع جانشینی و سلطنت برخوردار می‌شد، اما این موضوع جبرانِ حقارتِ شکستِ نظامی در جنگ را نمی‌کرد. هنگامی که وزیرمختار جدید روسیه در تهران، گریبایدوف تصمیم گرفت تا سیاستِ سلطه‌جویانه را ادامه دهد، خود را هدف احساسات ضدمردمی قرار داد، به‌طوری‌که در سال ۱۸۲۹ م انبوهی از مردم به سفارت روسیه حمله کردند و تمام آنان به جز یک نفر را کشتند. فتحعلی‌شاه که از خشم تزار نگران بود، بلافاصله سفیری برای عذرخواهی فرستاد، اما تزار درگیر با امپراتوری عثمانی بود و با ایرانیان احساس همدردی نشان داد. عباس میرزا سه روز عزاداری عمومی اعلام کرد و فرزندش خسرو میرزا را با مأموریت جبران به روسیه فرستاد. (در ابتدا برنامه‌ریزی برای فرستادن شخصِ نایب‌السلطنه انجام شده بود) عباس میرزا در دوران پس از جنگ، مهارت‌های دیپلماتیک خود را به‌طور کامل نشان داد. اگرچه محافل درباری در تهران عباس میرزا را به‌عنوان طرفدار روس به دیدهٔ مذمت نگریستند، ولی او با پیشنهاد پاسکویچ مبنی بر حمایت از لشکرکشی روسیه علیه عثمانی موافقت نکرد.

### بحران جانشینی فتحعلی‌شاه
در آغاز سلطنت فتحعلی‌شاه، عباس میرزا پسر چهارم شاه به‌عنوان ولیعهد انتخاب شد. برپایهٔ قانونی که آقامحمدخان بنیان گذاشته بود، همواره پسری که از مادری با تبار قاجار زاده می‌شد می‌بایست به ولیعهدی انتخاب شود. ازاین‌رو پسران اول و سوم فتحعلی‌شاه یعنی محمدعلی میرزا دولتشاه و محمدولی میرزا که هریک چند ماه با دیگری اختلاف سن داشتند، از رسیدن به ولیعهدی محروم شدند. با آنکه دومین پسر شاه، محمدقلی میرزا ملک‌آرا، نیز از جانب مادری قاجار بود و مادرش مانند آقامحمدخان و فتحعلی‌شاه به طایفهٔ قوانلو تعلق داشت، اما آقامحمدخان به فتحعلی‌شاه توصیه نمود که عباس میرزا را که مادرش از طایفهٔ دولّو است به ولیعهدی انتخاب کند، تا به این ترتیب به دشمنی میان دو طایفهٔ قوانلو و دولّو پایان دهد. بااین‌حال محمدعلی میرزا، پسر ارشد شاه، هیچ‌گاه در باطن به ولیعهدی عباس میرزا تن در نداد و خود را جانشین برحق و شایسته‌ترین پسر فتحعلی‌شاه می‌دانست. او در طول نیمهٔ اول سلطنت فتحعلی‌شاه، تنها رقیب عباس میرزا برای جانشینی شمرده می‌شد. این رقابت زمانی جدی‌تر شد که عباس میرزا در دورهٔ اول جنگ‌های ایران و روسیه شکست خورد، درحالی‌که محمدعلی میرزا در جنگ ایران و عثمانی در سال‌های ۳۷–۱۲۳۶ ه‍.ق نیروهای عثمانی را عقب راند و سلیمانیه را متصرف شد و از راه سامرا به طرف بغداد حمله برد. اما محمدعلی میرزا در همان زمان بیمار شد و در ۲۶ صفر ۱۲۳۷ ه‍.ق در طاق کسری درگذشت.
رقیبان دیگر عباس میرزا پسران پنجم و ششم فتحعلی‌شاه، حسینعلی میرزا فرمانفرما، حاکم فارس و حسنعلی میرزا شجاع‌السلطنه، حاکم خراسان بودند. مادر آنان بدر جهان خانم نخستین همسر عقدی فتحعلی‌شاه به‌شمار می‌آمد. بدرجهان خانم از خانوادهٔ عرب عامری بود که در اواخر دورهٔ زندیه در بسطام حکومتی مستقل تشکیل داده بودند. داعیهٔ این دو شاهزاده پس از درگذشت محمدعلی میرزا آشکار شد. در دورهٔ دوم جنگ‌های ایران و روسیه، پس از آنکه سپاه روس تبریز را گرفت، عباس میرزا دست از مقاومت کشید و به‌پیشنهاد او گفتگوها برای امضای قرارداد صلح با ژنرال پاسکویچ آغاز شد. با شنیدن خبر فتح تبریز، شجاع‌السلطنه با پرچم سیاه آستان قدس رضوی، به فرماندهی سپاه خراسان به تهران آمد؛ با این هدف که به همراه دیگر شاهزادگان به آذربایجان رود و قوای روس را بیرون راند. عباس میرزا که موقعیت خود را در خطر می‌دید، سعی کرد تا بندی نیز در زمینهٔ حمایت روسیه از ولیعهدی خویش در قرارداد صلح بگنجاند. از این رو مخالفان عباس میرزا در تهران به این سوءظن دامن زدند که سازش او با روس‌ها و پایان دادن به جنگ، به منظور جلب حمایت آنان از ولیعهدی خود بوده‌است. در همان زمان شایع شد که فتحعلی‌شاه به دلیل خیانت عباس میرزا، او را از ولیعهدی خلع کرده و شجاع‌السلطنه را به جای او نشانده‌است. این خبر به آذربایجان نیز رسید و پاسکویچ دست از مذاکره کشید. در نهایت نظر شاه و درباریان قاجار بر آن قرار گرفت که عباس میرزا مذاکرات صلح را پیش گیرد که در نتیجهٔ آن عهدنامه ترکمانچای با روسیه بسته شد و با گنجاندن حمایت روسیه از ولیعهدی عباس میرزا در مفاد عهدنامه، شجاع‌السلطنه از رسیدن به ولیعهدی ناامید شد.
موقعیت نایب‌السلطنه پس از عهدنامهٔ ترکمانچای در برابر برادرانِ رقیب، بیش از پیش مورد تهدید واقع شد. افزون بر اینکه نوه‌های فتحعلی‌شاه نیز به سن بلوغ رسیده بودند و بر مدعیان تاج و تخت افزوده شده بود. علاوه بر این‌ها موقعیت عباس میرزا به‌خاطر فقدان هرگونه نظامِ شفافِ جانشینی و سیاست غیرمتمرکزِ فتحعلی شاه (عواملی که تأثیر مهمی در نگرش انگلیس و روسیه داشتند) نیز همواره در معرض خطر بود. خطرناک‌ترین مخالفان نایب‌السلطنه، برادرانش حسینعلی میرزا و حسنعلی میرزا بودند. درحالی‌که عباس میرزا با ایدهٔ انتقال محل اقامت خود به اصفهان اصطلاحاً بازی می‌کرد، شاه وی را فرستاد تا شورشی در یزد را متوقف کند و اتحاد بین حکمرانان فارس و کرمان را از بین ببرد. او در ۱۲ شعبان ۱۲۴۶ ه‍.ق/۲۱ ژانویه ۱۸۳۱ م به دربار تهران رسید. در شوال همان سال به یزد رفت تا برادرزاده‌اش سیف‌الملوک میرزا را به حکومت بازگرداند. سپس به سوی کرمان پیشروی کرد و حسنعلی میرزا را تحت‌الحفظ به تهران برگرداند؛ خسرومیرزا در کرمان به عنوان حکمران جدید نصب شد.

### حکمرانی خراسان و نبردهای شرق

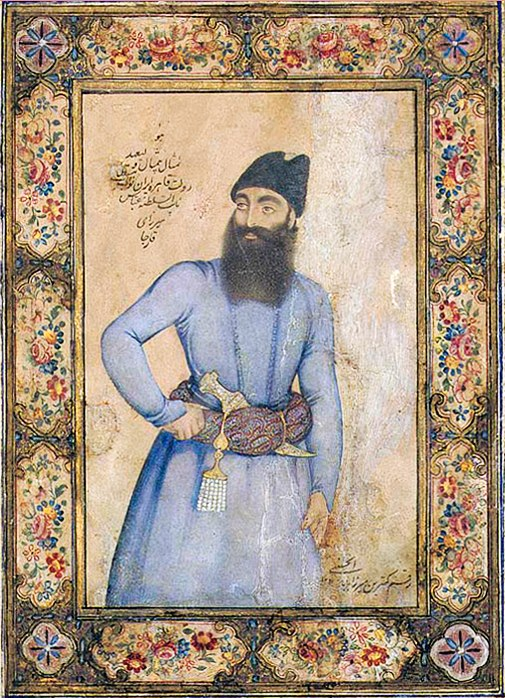
شاهزاده عباس میرزا نایب‌السلطنه. اثر میرزا بابا حسینی. ۱۲۱۸ ه‍.ش

در اول ربیع‌الاول ۱۲۴۷ ه‍.ق/۹ سپتامبر ۱۸۳۱ م، نایب‌السلطنه دوباره با شاه در دهکرد در نزدیکی اصفهان بود. در آنجا شاه او را حکمران خراسان معرفی کرد. او حکمرانی آذربایجان را حفظ کرد، درحالی‌که فرزند پنجم او، فریدون میرزا، به نمایندگی از پدر نایب‌الحکومهٔ آذربایجان بود. به‌گفتهٔ هامبلی، در آغاز سلطنت فتحعلی‌شاه، وی را به‌زحمت می‌توان در بیشتر نواحی ایالت خراسان یا نواحی دوردستی که اقوام لُر، ترکمن و بلوچ سکونت داشتند، شاه دانست. فتحعلی‌شاه هرات و قندهار را — که از ایالات مهم صفوی بودند — از آنِ ایران می‌دانست، و البته او می‌توانست به فتوحات نادرشاه نیز اشاره کند. اما حاکمان دُرّانیِ افغانستان، تلاش‌ها در شرق برای پیشروی را عقب راندند.
هامبلی می‌گوید حکمرانی تازهٔ عباس میرزا بر خراسان، تصمیمی پرمعنا بود. شرایط در خراسان پس از تأدیب سران قبایل سرکش، تنبیه ترکمنهای مهاجم و تسخیر مرو و هرات آرام شده بود. افزون بر اینکه مدت‌ها بود که شایعه‌هایی دربارهٔ دینداری نایب‌السلطنه می‌پیچید؛ چه اینکه او دو بار با روسیان کافر مصالحه کرده بود و در آذربایجان هم مشهور شده بود که به اصلاحات علاقه‌مند است، از نوآوری‌های غربیان بهره می‌برد و با دکترها، دیپلمات‌ها و سربازان فرنگی هم‌پیاله می‌شود. ازاین‌رو او در مشهد — که شهری مقدس و مذهبی بود — این موقعیت را داشت که دینداری خویش را نشان دهد. عباس میرزا، با توجه به منافع دوستی روسیه، توجه خود را به شرق متمرکز کرد تا خراسان و افغان‌ها را به خطر اندازد، یک برنامه‌ریزی که کاملاً از سوی روس‌ها مورد تأیید قرار گرفت و پیش‌بینی شد که نگرانی‌های انگلیس را تحریک کند. عباس میرزا یک‌بار به سوی شرق رفت و در تابستان و پاییز ۱۸۳۲ م، سرزمین‌های شرق و شمال شرقِ مشهد، خبوشان، سرخس و تربت حیدریه را فتح کرد. این لشکرکشی برای سرکوب سران قبایل شورشی بود. او ترکمن‌ها را در سرخس قتل‌عام کرد. مورخان ادعا می‌کنند که او برنامه‌ریزی فتح خیوه و افغانستان را کرده بود، یعنی سرزمین‌هایی که پیشتر بخشی از امپراتوری صفوی را تشکیل می‌داد؛ و نیز مذاکرات با وزیر هرات و خان خوقند انجام شد. بااین‌حال، در نگاه بیشترِ ناظران عینی، لشکرکشی‌های خراسان تلاشی برای جبرانِ شکست‌ها در آذربایجان با کسبِ پیروزی‌هایی بر دشمنانِ ضعیف‌تر بودند، بدین‌گونه او ادعای خود بر تاج و تخت را تقویت می‌کرد. حتی قبل از سفر او به تهران، به پسر بزرگش، محمد میرزا آموخته بود تا مقدمات یک تهاجم بزرگ را آماده کند. مرگ وی، این برنامه‌ها را پایان داد. هنگامی که محمد میرزا در سال ۱۸۳۴ م جانشین فتحعلی‌شاه شد و سعی کرد که این وظیفه را در شرق — که آقامحمدخان پیش از آن آغاز کرده بود — ادامه دهد، با مداخلهٔ بریتانیا روبه‌رو شد، درست همان‌گونه که پدرش از سوی روسیه بر ارس ناکام گذاشته شده بود.

### بیماری و درگذشت

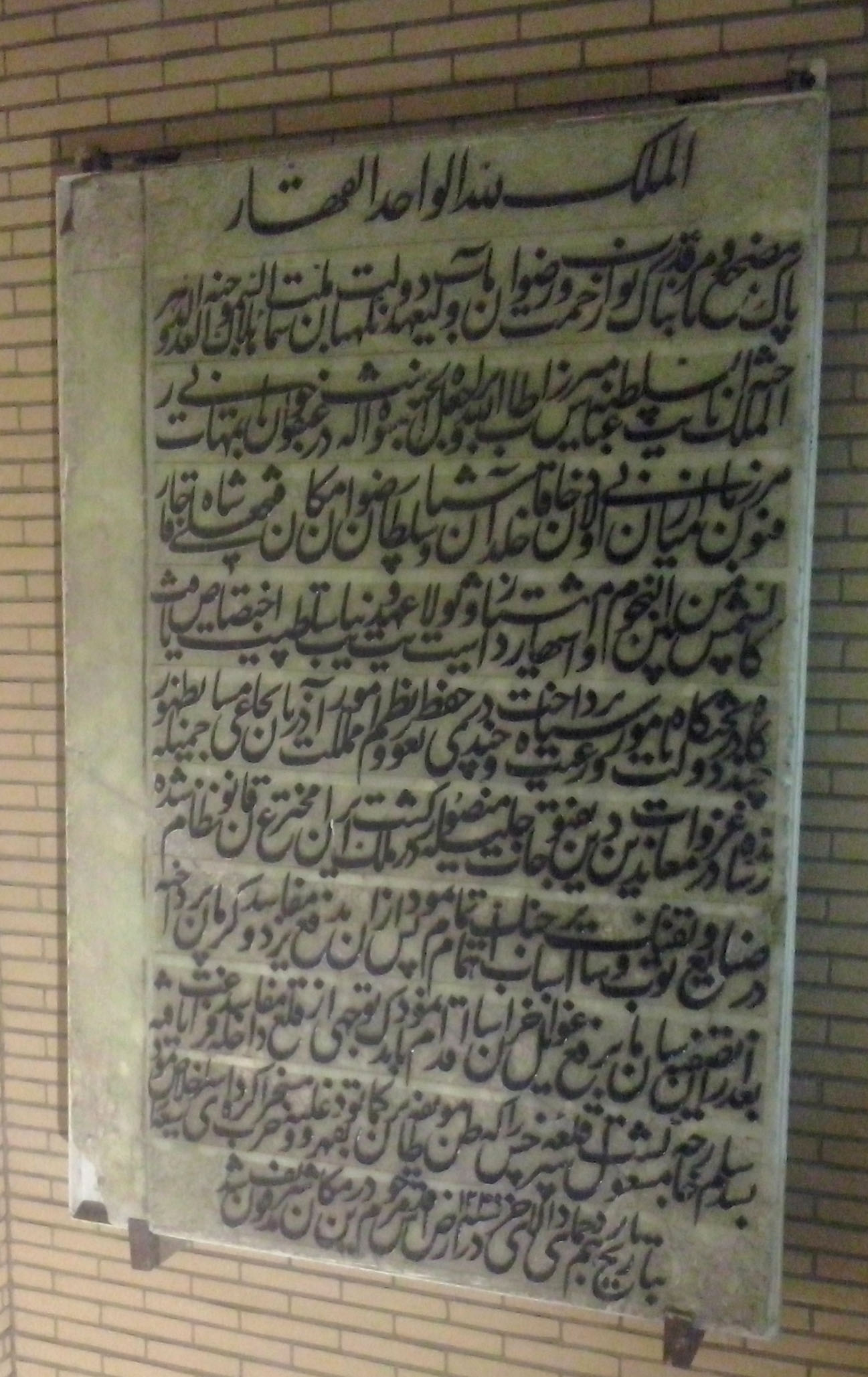
سنگ قبر عباس میرزا در موزهٔ آستان قدس رضوی

وصیت مرا خواهید دید. آن‌ها خجالت بکشند که گفته‌اند پول‌ها حیف و میل شده‌است. بار خاطرم است این حرف و اشتباه کارهای ما را خراب کرد. برای دویست‌هزار تومان ده کرور دادیم و هزار کرور ملک رفت و سالی ده کرور ضرر و زحمت‌های دیگر دادیم و جان من هم از غصه رفت…
— تاریخ جنگ‌های روسیه و ایران

گور اوزلی، سفیر بریتانیا، که در سال ۱۸۱۱ م وارد ایران شده بود، عباس میرزا را با احوال بیمارگونه توصیف کرده‌بود. رابرت کر پورتر، در سال ۱۸۱۸ م، و دیگران نیز بر رنگ‌پریدگی او تأکید داشتند. چارلز بِلانْگِر پزشک فرانسوی، در سال ۱۸۲۵ م نایب‌السلطنه را معاینه کرد و بیماری کبد را تشخیص داد. نایب‌السلطنه به‌طور مداوم توسط پزشکان شخصی‌اش، مک‌نیل و کورمک انگلیسی تحت درمان بود و در ۱۲۳۸ ه‍.ق/۲۳–۱۸۲۳ م با یک پزشک ایرانی به نام محمد میرزا اصفهانی نیز مشورت نمود. در مشهد، میرزابابا اصفهانی، که دانش‌آموختهٔ انگلستان بود نیز از او مراقبت می‌کرد. بااین‌حال هیچ‌یک از تلاش‌های آنان در تشخیص این بیماری موفق نبود. عباس میرزا در ۱۰ جمادی‌الثانی ۱۲۴۹ ه‍.ق/۲۵ اکتبر ۱۸۳۳ م در چهل و چهار سالگی در مشهد درگذشت و در حرم امام رضا به خاک سپرده شد.

## تحصیلات و علایق فرهنگی
به نظر می‌رسد عباس میرزا به شیوهٔ سنتی و با دقت آموزش دیده بود — فرایندی که می‌بایست به‌طور جدی تحت نظر میرزابزرگ فراهانی بوده باشد. شاهزاده آثار مورخان فارسی را می‌دانست. کتاب مورد علاقهٔ او، شاهنامهٔ فردوسی بود. جز این، او اصلاً به شعر علاقه‌مند نبود، اگرچه به رسم رایج تبریز، شاعران درباری خود را داشت. کاخ‌های تبریز و اوجان با تصاویر متعدد، ازجمله پرتره‌های ناپلئون، تزار و سلیم سوم تزئین شده بودند. سلطان سلیم سوم، نسبت به اصلاحات غربی بسیار متمایل بود و نایب‌السلطنه در نهان با او رقابت می‌کرد. تحت نظر عباس میرزا و به لطفِ موقعیت جغرافیایی و وضعیت سیاسی، تبریز دروازه‌ای برای ورود به دنیای مدرن شد. ایده‌های غربی ابتدا از طریق ترکیه عثمانی و روسیه، و بعد از طریق سفارت فرانسه و بریتانیا در آذربایجان، وارد شد. عباس میرزا مشتاقانه این‌ها را گرفت و تبریز را به «نقطهٔ مرکزی غرب گرایی کشورش» تبدیل کرد. او هرگز از گسترش افق‌های فکری‌اش خسته نشد. او با داستان‌های اروپایی و نیز احتمالاً با آثار نویسندگان ترکیه آشنا، و دربارهٔ وقایع سیاسی در اروپا بسیار آگاه بود. گرچه او نمی‌توانست انگلیسی را درک کند، اما کتابخانه‌ای کوچک از کتاب‌های انگلیسی، از جمله دانشنامهٔ بریتانیکا، داشت. تأسیس یک نظام آموزشی مدرن به یک فرانسوی به‌نام لآمی — که در سال ۱۸۰۷ م با گاردان به ایران آمده بود — سپرده شده بود. پس از برقراری روابط دیپلماتیک با بریتانیای کبیر، نایب‌السلطنه به‌شدت پذیرای نفوذ انگلیس شد. او مردان جوان را برای تحصیل به انگلستان فرستاد؛ برخی از وسایل شخصی او، ازجمله کالسکهٔ مورد استفاده در تابستان، تولید انگلیس بودند. بااین‌حال، مجموعهٔ نقشهٔ او از چاپخانهٔ استانبول آمده بود، که نشانهٔ دیگری از ناآشنایی او با زبان‌های غربی است.

## اقدامات

### اعزام دانشجو به اروپا
شکست‌های ایران در برابر روسیه، سبب توجه عباس میرزا و میرزا بزرگ فراهانی به این موضوع شد که سلاح‌های قدیمی و ارتش نامنسجم در برابر ارتش روسیه پیروز نخواهد شد. ازاین‌رو، دولت ایران به این نتیجه رسید که جوانان ایرانی را برای فراگیری علوم غربی به اروپا بفرستد. قرار ابتدایی عباس میرزا با ژنرال گاردان بر اعزام سالانهٔ گروهی از جوانان ایرانی جهت تحصیل به پاریس بود. این وعدهٔ گاردان به مرحلهٔ عمل نرسید و وی با همراهانش به فرانسه بازگشت. با ورود سفیر بریتانیا به ایران از فرستادن جوانان ایرانی به لندن استقبال شد. در سال ۱۸۱۱ م. هم‌زمان با پایان مأموریت سفیر انگلیس، وی همراه با دو دانشجوی ایرانی به بریتانیا رفت. این دو دانشجوی ایرانی محمدکاظم فرزند نقاش‌باشی و حاجی‌بابا افشار بودند. محمدکاظم به‌دنبال یادگیری نقاشی بود و حاجی‌بابا تحصیل در طب را مدنظر داشت. آبله‌کوبی برای نخستین بار در زمان عباس میرزا و به‌سال ۱۸۱۳ م. در تبریز انجام شد. نخستین چاپخانهٔ سربی نیز در تبریز به‌سال ۱۲۴۰ ه‍.ق/ ۱۸۲۵ م. دایر و تا سال ۱۲۴۵ ه‍.ق/ ۱۸۳۰ م. کتاب‌هایی در آن به چاپ رسید. نیز دانشجویی برای یادگیری چاپ‌سنگی به روسیه فرستاده شد.

### جلب مهاجران اروپایی
ای مرد بیگانه، تو این ارتش و این دربار و این خیمه و خرگاه را می‌بینی، ولی گمان مکن که من مرد خوشبختی هستم. چگونه می‌توانم خوشبخت باشم. افسوس تمام کوشش‌های من و دلاوری‌هایم همچون موج خشمگین دریا در برابر صخره‌ای استوار، در برابر سپاه روس شکست خورده‌است. مردم فتوحات مرا می‌ستایند، ولی من خود از ناتوانی خویش آگاهم. چه کرده‌ام که مورد احترام جنگاوران غرب واقع شده‌ام؟ چه شهری را تصرف کرده‌ام؟ چه انتقامی گرفته‌ام از کسانی که بر سرزمین‌های ما دست انداخته‌اند؟ از شهرت فتوحات ارتش فرانسه آگهی دارم و همچنین دانسته‌ام که شجاعت روس‌ها در برابر فرانسویان جز یک مقاومت بیهوده نیست. بااین‌همه یک مشت سرباز اروپایی تمام دسته‌های سپاه مرا با ناکامی مواجه ساخته و با پیشروی‌های تازهٔ خود ما را تهدید می‌کنند.

آنچه قدرتی است که شما را تا این اندازه از ما برتر ساخته‌است. دلایل پیشرفت شما و ضعف ثابت ما کدام است؟ شما هنر حکومت کردن، هنر پیروز شدن، هنر به‌کارانداختن همهٔ وسایل انسانی را می‌دانید. درصورتی‌که ما گویی محکوم شده‌ایم که در منجلاب جهل غوطه‌ور باشیم و به زور دربارهٔ آیندهٔ خود بیندیشیم. آیا قابلیت سکونت و باروری خاک و توانگری مشرق زمین از اروپای شما کمتر است؟ اشعهٔ آفتاب که پیش از آن که به شما برسد نخست از روی کشور ما می‌گذرد، آیا نسبت به شما نیکوکارتر از ماست؟ آیا آفریدگار نیکی‌دهش که بخشش‌های گوناگون می‌کند خواسته‌است که به شما بیش از ما همراهی کند؟ من که چنین اعتقادی ندارم.

ای بیگانه به من بگو که چه باید بکنم تا جان تازه‌ای به ایرانیان بدهم. آیا من هم باید که مانند این تزار مسکو که کمی پیش از این از تختش پایین می‌آمد تا شهرهای شما را تماشا کند از ایران و تمام این دستگاه پوچ ثروت دست بکشم؟ یا بهتر آن است که مرد خردمندی جستجو کنم و هرچه را که شایسته و بایستهٔ یک شاهزاده است از او بیاموزم.
— رویارویی با تجدد

از دیگر اقدامات عباس میرزا اقدام به جلب مهاجران اروپایی برای سکونت در ایران به‌سال ۱۲۳۸ ه‍.ق/ ۱۸۲۳ م بوده‌است. نفیسی این اقدام عباس میرزا را «دلیرانه» می‌خواند و می‌گوید با توجه به شرایط مادی و معنوی آن روزگار — که به‌ویژه در حکمرانی تحت فرمان او یعنی آذربایجان رایج بوده — این اندیشه را باید از دلاوری‌هایی دانست که کمتر شخصی به آن می‌اندیشد. او ادامه می‌دهد این اقدام نایب‌السلطنه از سوی تاریخ‌نگاران ایرانی ثبت نشده و تنها اسناد آن، ترجمهٔ فارسیِ سه مقالهٔ چاپ‌شده در این‌باره در روزنامه‌های لندن است؛ و در ترجمه نیز ذکر نشده که مقالات در کدام روزنامه‌ها منتشر شده‌اند. میرزا صالح شیرازی — نمایندهٔ عباس میرزا در لندن — و عضو جامعهٔ فراماسونری؛ مأمور انجام این اقدام عباس میرزا بوده‌است. عباس میرزا یقین داشت که ایرانیان در اثر مراودات بسیار با اروپاییان، در علوم و صنایع — که در ایران کاملاً متروک شده بود — پیشرفت بسیار خواهند کرد.

### اثرپذیری از اصلاحات امپراتوری عثمانی
عباس میرزا در پاسخ به انتقادها از نظام جدید، آن را نه‌تنها سازگار با شریعت می‌دانست، بلکه در واقع آن را نشأت‌گرفته از روشِ فراموش‌شده و مغفولِ پیامبر اسلام معرفی می‌کرد. برای مقابله با شایعات خصمانه، و برای جلوگیری از تهدیدِ مخالفانِ روحانی به تبدیل شدن به اقدام عملی، اعلام کرد که من دستور دادم آیه‌ای از قرآن را که فراهم کردن جنگ‌افزار و دفاع در راه دین را پیشنهاد می‌کند نسخه‌برداری کرده و به مهر و تأیید مجتهدان برسانند و در سراسر کشور پخش کنند. اسلوب نظام جدید همان چیزی معرفی شد که در فتوحات صدر اسلام سودمند بود که بعدها به اروپا نفوذ کرده و درعین‌حال در شرق اسلامی رو به زوال گذاشته بود. بدین‌گونه نظام جدید بدون این که یک بدعت مشکوک، به عنوان بازگشتی به اسلام درنظر گرفته شد. این مسئله، نخستین نمونه از پدیده‌ای تکراری در دورهٔ قاجار است یعنی تلاش‌هایی با درجات گوناگونی از دقت و صداقت، تا وارداتِ ظاهراً اروپایی را به‌عنوان محصولاتِ فراموش‌شدهٔ اندیشه و تمدن اسلامی معرفی کنند و در نتیجه مسیر اصلاحات آسان شود. اینکه انگیزهٔ این تلاش را چقدر می‌توان حقیقتاً یک روش اسلامی تلقی کرد، در این‌جا چندان اهمیتی ندارد.
این توجیهِ نظام جدید، عمدتاً پاسخ عباس میرزا به برادرانش بود. تقریباً قطعی به‌نظر می‌رسد که او نمونهٔ عثمانی را در ذهن خویش داشته و در هر دو موضوعِ گزینشِ ارتش نو و توجیهِ دینی آن، از سلیم سوم الهام گرفته‌است. سلطان سلیم حمایت اقلیتِ علمای تراز اول را برای اصلاحات نظامی خود به‌دست‌آورد که در دفاعِ خویش، چندین آیهٔ قرآنی را نقل کردند. از میان آن‌ها، برخی توسط رضاقلی‌خان هدایت در بحث خود دربارهٔ نظام جدید ایران نقل شده‌است. احتمالاً نمایندگان عثمانی که به تهران آمدند تا تشکیل جبهه‌ای مشترک در برابر امپریالیسم روسیه را پیشنهاد کنند، مجرایی بودند که به‌موجب آن نمونهٔ عثمانی مورد گفتگو قرار گیرد. بنیان‌گذار نظام جدیدِ عثمانی، در ژوئن ۱۸۰۷ م، توسط ینی‌چری‌ها عزل شد و سپس شیخ‌الاسلام را متقاعد کردند تا فتوایی با این مضمون که اصلاحات نظامی خلاف شریعت است صادر کند. با اینکه هیچ مقامِ نظامیِ قابل‌مقایسه با ینی‌چری‌ها در ایران وجود نداشت، اما شاهزادگان تلاش کردند که از بهانه‌های مذهبی در توطئه‌های خود علیه عباس میرزا استفاده کنند. او با اقتباس از استدلال‌های دینی اصلاحات عثمانی، موفق شد تا حد زیادی با آنان مقابله کند.

### اصلاحات نظامی

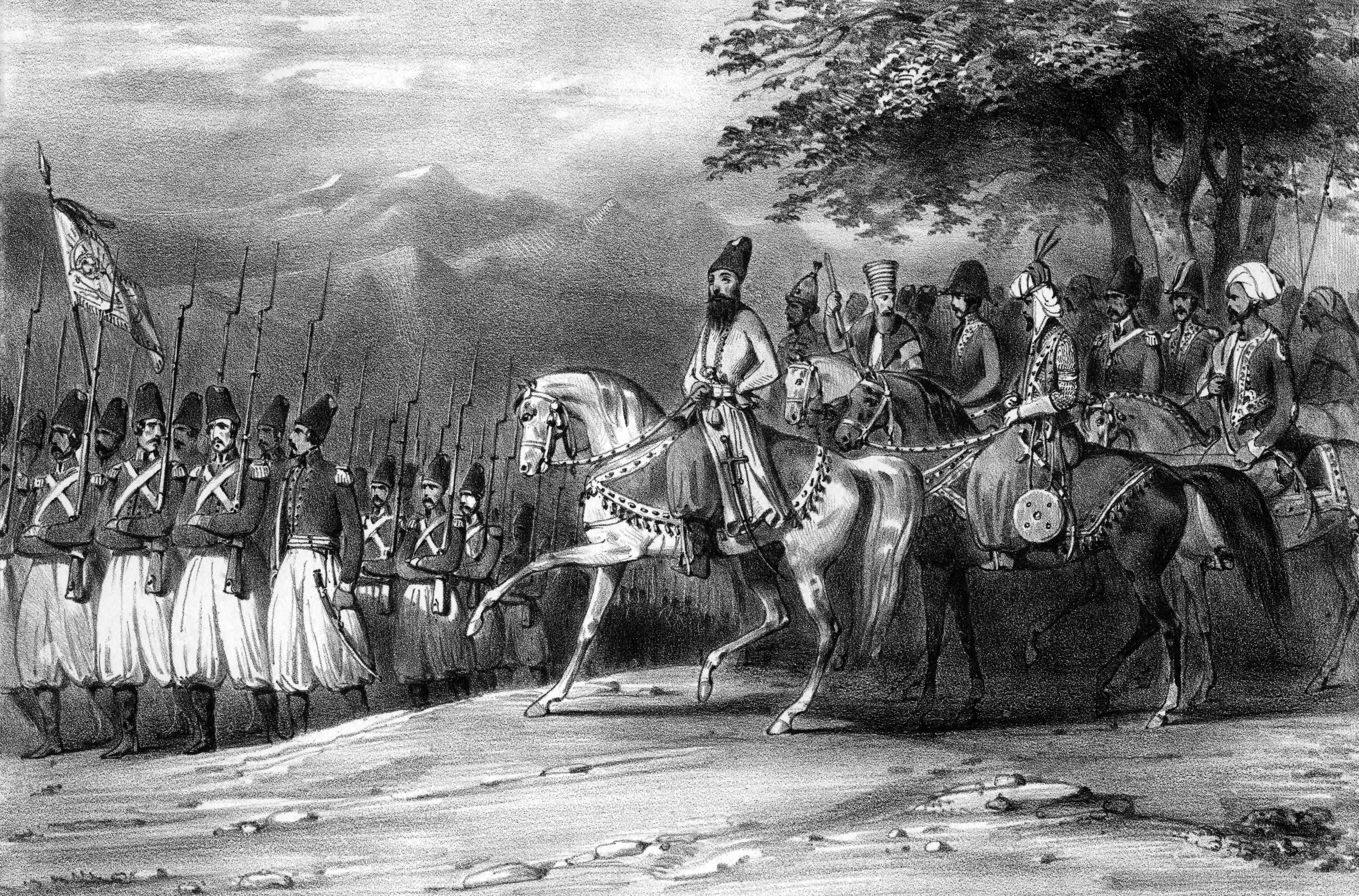
عباس میرزا در جنگ ایران و عثمانی از سربازان ایرانی سان می‌بیند جنگی که با پیروزی ایرانیان به اتمام رسید

درگیری با روس‌ها، که ارتش‌هایی با تجهیزات مدرن داشتند و بر اساس اصول مدرن سازماندهی شده بودند، اصلاحات فوری ارتش ایرانی را ضروری نمود. ایران خود را در شرایطی مشابه با آنچه که از اوایل سدهٔ هجدهم امپراتوری عثمانی با آن روبه‌رو شده بود، یافت. در سال ۱۸۰۴ م، عباس میرزا در پوششی از زره مغولستانی از گنجینه‌های سلطنتی — بی‌شک تا حدودی به دلایلی نمادین — به جنگ رفت. پس از آن، او متوجه شد که ارتش ایران برای مواجهه با تاکتیک‌ها و سلاح‌های روسی ناسازگار است و شروع به آموزش نیروهای خود به موازات پیشرفت‌های اروپا نمود. او از منابع عثمانی، دانش تئوری نظامی غربی را به دست آورد. در ابتدا آموزش عملی توسط فراریان یا زندانیانِ جنگیِ روس — که به خدمت شاهزاده درآمدند — داده می‌شد. این رویه زمانی تقویت شد که در پی جنگ‌های ناپلئونی، واحدهای غیرقابلِ اعتمادی از ارتش روسیه که با فرانسه درگیر جنگ بودند، به جبههٔ قفقاز منتقل شدند. همزمان با این اقدامات و از سال ۱۸۰۷ م، مربیان فرانسوی نیز در تبریز مشغول به فعالیت بودند؛ اما پس از لغو قرارداد با فرانسه، مأموران انگلیسی اکثریت نیرو در برنامهٔ آموزشی را تشکیل دادند. هارفورد جونزِ انگلیسی در مارس ۱۸۰۹ م در قراردادی با فتحعلی‌شاه متعهد شد که افسر و سرباز انگلیسی مورد نیاز را از طرف دولت انگلستان به رایگان در اختیار دولت ایران قرار دهد. در سال ۱۸۱۱ م، هنری لیندسی بیتون به همراه چند افسر انگلیسی به ایران آمد. وی سال‌ها در ارتش ایران کار کرد و درنهایت فرمانده کل سپاه شد. افسران انگلیسی دیگری چون کریستی، دارسی و هارت نیز در خدمت عباس میرزا بودند. بدین ترتیب، فریزر و جانسون وضعیت ضعیف توپخانه، کمبود مهمات و فراخواندن نیروها جهت تمرینی کوتاه‌مدت را مورد انتقاد قرار دادند. برای آموزش، متون عثمانی، فرانسوی و روسی مورد استفاده قرار گرفت. لآمی اولین آکادمی نظامی ایران را هدایت کرد؛ و قورخانه‌ها، ریخته‌گری‌های توپ و کارخانهٔ باروت در تبریز راه‌اندازی شد. بعدها و پس از اینکه حضور انگلیسی‌ها در آذربایجان به‌خاطر رعایت منافع روسیه به‌شدت کاهش یافت، ایتالیایی‌ها (سیسیلی‌ها)، لهستانی‌ها و دیگران به‌دنبال به‌خدمت‌درآمدن و دریافت پاداش در برابر خدمت به نایب‌السلطنه بودند. در سال ۱۸۱۹ م، فراریان روس، یک هنگ کامل از هشتصد مرد را تشکیل دادند. بیتون که توپخانه را ساخته بود، در سال ۱۸۲۱ م کشور را ترک کرد. از آنجا که عباس میرزا متقاعد شده بود که سواره‌نظام ایران آماده رویارویی با هرگونه چالش بود، اصلاحات خود را به توپخانه و پیاده‌نظام محدود کرد. به‌طور کلی، در ۹–۱۸۰۸ م، ۶٬۰۰۰ پیاده‌نظامِ آموزش‌دیده بر پایهٔ اصول اروپایی آماده بودند؛ در سال ۱۸۱۷ م، ۸٬۰۰۰؛ در سال ۱۸۳۱ م، ۱۲٬۰۰۰ نفر، به‌علاوه ۱٬۲۰۰ توپچی و یک هنگ سواره‌نظام که در مجموع، ده گردان ایرانی و دو روس را تشکیل می‌دادند.
کلمنت مارکام انگلیسی دربارهٔ ارتش ایران در دورهٔ عباس میرزا می‌گوید که نایب‌السلطنه به داشتن ارتش منظم بسیار تمایل داشت و علم جنگ را از افسران انگلیسیِ مشغول در ارتش آموخت. او ادامه می‌دهد که عباس میرزا ۱۰٬۶۰۰ نفر ارتش منظم داشت که دربردارندهٔ ۹٬۴۰۰ نفر پیاده‌نظام، ۶۴۰ نفر توپچی، ۵۰۰ نفر نی‌دار و ۱۰۰ نفر زنبورک‌چی بود. افزون بر این، ارتش منظم آذربایجان ۱۰٬۰۰۰ نفر تفنگچی و ۱۲٬۰۰۰ نفر سوارهٔ ایلات داشت و مجموع ارتش ایران ۳۲٬۰۰۰ نفر بود. سردار ایروان نیز به وقت نیاز ۱٬۰۰۰ نفر سرباز پیاده و ۲٬۰۰۰ نفر کُرد در اختیار می‌گذاشت.
برنامهٔ نظامی با ساختن استحکامات جدید تمام شد. قلعه‌های قدیم تبریز، اردبیل و خوی مدرن شده بودند. قلعهٔ جدیدی که بر اساس طراحی اروپایی در عباس‌آباد در ارس ساخته شد که امنیت عبور از جنوب نخجوان را تأمین می‌کرد؛ یک کلیسای ارمنی در محل به یک انبار باروت تبدیل شده بود. قلعهٔ خراسان دشت — جایی که قراچه داغ به ارس می‌پیوندد — نیز گارد نگهبانی مرز در نظر گرفته شد. از سال ۱۸۱۹ م مهندسان انگلیسی بر ساخت ارگِ «توپ قلعه» بر دریاچهٔ ارومیه، همراه با قورخانه و سربازخانه‌ها نظارت داشتند. عباس میرزا بسیار کوشید تا ارتش ایران را منظم کند. او برای رواج لباس‌های متحدالشکل در ارتش تلاش کرد و سپاهیان را به چکمه پوشیدن عادت داد. اما تصور نادرست نظامیان و وابستگی‌شان به عادات پیشین کار را برای اصلاحات وی سخت می‌کرد.

### ترجمهٔ آثار اروپایی
از اقدامات مهم در دورهٔ عباس میرزا ترجمهٔ برخی از آثار اروپایی است. هدف از ترجمهٔ این آثار، آشنایی ارتش با فنون جنگی و نیز آگاهی شخصیت‌های سیاسی–اجتماعی ایران از وضعیت جهان در آن دوره بوده‌است. با آنکه در آثارِ سفرنامه‌نویسان، آگاهی‌هایی دربارهٔ فرهنگ و تمدن غربی ارائه می‌شد، اما به‌دلیل عدم انتشار آن‌ها، موجب آشنایی عموم مردم با دنیای غرب نمی‌شد. بهترین راه برای آشنایی با غرب در آن دوره، انتشار روزنامه و ترجمهٔ آثار اروپایی بود. برخی از آثار منتشرشده در آن دوره عبارتند از: تاریخ پطر کبیر و تاریخ شارل دوازدهم اثر ولتر و ترجمهٔ رضا مهندس‌باشی، تاریخ اسکندر، تعلیم‌نامه در آبله‌زدن ترجمهٔ محمد بن عبدالصبور، تاریخ تنزل و خرابی دولت روم ترجمهٔ رضا مهندس‌باشی، کتاب چین ترجمهٔ ادوارد بروجس و میرزا صادق، جهان‌نمای جدید یا جغرافیای کره ترجمهٔ دبیرالملک فراهانی، تاریخ ناپلئون ترجمهٔ رضا مهندس‌باشی.

### حکومت، فعالیت اقتصادی و عمرانی
جنگ‌های روسیه و ایران مبالغ هنگفتی هزینه برای حکمرانی آذربایجان به بار آورد. از آنجایی که یارانه‌های بریتانیا ناکافی بود و شاه از بودجه — به این دلیل که مقامات تهران آذربایجان را یک حکمرانی ثروتمند می‌دانستند — خودداری کرد، عباس میرزا سعی کرد مشکلات خود را با تهیهٔ یک گزارش مالی دقیق حل کند. سرویس اطلاعاتی سنتی دولت اسلامی دوباره فعال شد، یک روزنامه‌نویس در هر شهر برای انتقال اطلاعات منصوب شد. سنت فروش سالانهٔ تیول به بالاترین پیشنهاد لغو شد.
فقدان نظارت و روش مالیات‌گیری و مالیات‌بندی یکسان و نیز عدم توجه به تخلفات مالیاتی فشار بسیاری بر مردم وارد می‌آورد. در این راستا، عباس میرزا تلاش کرد تا نظام مالیاتی را اصلاح و بازسازی کند. او دستور داد تا کلیهٔ املاک و اراضی بازبینی، و ممیزی جدیدی صادر شود. همچنین دستور داد تا در نظام مالیات و تخصیص آن و مناصب و متصدیان آن‌ها تحولاتی انجام شود. این امر رویه‌های والیان مناطق کوچک و بزرگ را دستخوش تغییر می‌کرد. جهت حسابرسی دقیق بر درآمدها و هزینه‌ها، میرزا عیسی قائم مقام، سیستم دقیق نظارتی بر دیوان و حتی هزینه‌های عباس میرزا را اجرا کرد. درآمدهای این صرفه‌جویی‌ها جهت امور اجتماعی و بهسازی ساختار اداری و دیوانی صرف می‌شد. در حالی که روش‌های سنتی در دیوان و بخش مالی به دلیل کمبود مقامات مناسب برای انجام اصلاحات حفظ شد، شماری از پروژه‌های صنعتی — که محصولات‌شان بیشتر برای تأمین نیازهای ارتش بود — با کمک اروپا به راه افتاد. قورخانه‌ها، کاوش‌های معادن مس و زغال‌سنگ در نزدیکی اهر، کارخانهٔ بافندگی و دیگر کارخانه‌های صنعتی نمونه‌هایی از این پروژه‌هاست. در خوی یک کارخانهٔ پشم گوسفند بر اساس طراحی اروپایی ساخته شد. تلاش برای راه‌اندازی کارخانهٔ کاغذ ناکام بود، همان‌گونه که طرح برای معدن در قپلان‌کوه. در سال ۱۸۱۶ م، ارمنی‌های استانبول چاپخانه‌ای در تبریز تأسیس کردند. وضعیت مسافران اندکی بهبود یافته و کاروانسرای صائین بین اردبیل و سراب تأسیس شد. عباس میرزا کوشید تا جایگاه تجاری تبریز را — که از گذشته پیونددهندهٔ آسیای مرکزی به آسیای صغیر و اروپا بود — احیا کند. به این منظور ابتدا امنیت راه‌ها را تأمین، و سپس کاروانسراها و راه‌های مناسب را ایجاد نمود. با اینکه پس از عهدنامه‌های گلستان و ترکمانچای و پرداخت غرامت، درآمد حکمرانی آذربایجان شدیداً کاسته شده بود و بسیاری از اصلاحات عمرانی و صنعتی محدود یا متوقف شده بودند، اما در وصیت به فرزندش، محمد میرزا، وی را به رعایت حال مردم و بازرگانان سفارش کرد. با این همه، وصیت‌های وی عملی نشد.
فعالیت عمرانی شاهزاده نسبتاً کم بود. طبق گفتهٔ کینر، تبریز به میدانی مُحاط به‌وسیلهٔ سربازخانه‌ها تبدیل شد. در حدود ۱۹–۱۸۱۸ م قصری مدرن به‌نام دارالعماره در حال ساخت بود و قنات‌ها در خارج از شهر ساخته شده بودند. شاهزاده به مقاماتش دستور داد تا خانه‌ها را بسازند. او همچنین دو محل اقامت ییلاقی به نام‌های باغ‌شمال و باغ صفا، با عمارت کلاه فرنگی، خیابان‌ها و ساختمان‌های مدور گنبددار به‌سبک اروپایی ساخته‌است. اما رابرت کر پورتر اظهار داشت: «شاهزاده اهمیتی نمی‌دهد که شهر را زیبا کند تا آن را تقویت کند.» خوی — که نایب‌السلطنه تابستان خود را در آن سپری کرد — در نظر کر پورتر، «یکی از پرطرفدارترین مکان‌های پادشاهی» بود. در دشت اوجان، در جنوب شرقی تبریز، عباس میرزا شکارگاه کوچکی داشت، که کوتزبو آن را بازدید و توصیف کرده‌است. عباس میرزا در تبریز، مهندسان و معماران ایرانی را برای ساختمان‌سازی به‌کار گرفت و با توجه به علاقه‌اش به سبک اروپایی، دستور داد تا مهندسان فرانسویِ همراه گاردان به ایرانیان اصول معماری و استحکام بناهای اروپایی را آموزش دهند. در معماری داخلی شهر، به ساخت مکان‌های عمومی، بازار و خیابان مشغول شد و خیابان‌کشی و درخت‌کاری را به سبک اروپایی انجام داد. او کوشید تا روش آب‌رسانی را بهبود بخشد و قنات‌های ویران را بازسازی نماید. رسم مهمان‌داری را نیز — که باعث ترس روستاییان بود — لغو کرد و دستور داد تا پذیرایی و تأمین نیازهای مأموران دولتی در چاپارخانه‌ها صورت گیرد. فاصلهٔ چاپارخانه‌ها از یکدیگر به‌اندازه‌ای بود که پیک، فاصلهٔ تبریز تا تهران را سه روزه می‌پیمود. شبانه‌روز ۲۰ تا ۲۵ رأس اسب به هزینهٔ عباس میرزا برای خدمات‌دهی به مأموران دولتی آماده بود. کاروانسراهای متروک و فعال نیز برای رونق تجارت و تأمین آسایش مسافران تجهیز شدند.

### سیاست مذهبی
به‌گفتهٔ غلامرضا ورهرام دربار اصولاً به‌دنبال نفوذ علما و احترام نسبت به آنان بود. در تبریز نیز چنین بود؛ اما با اینکه عباس میرزا — به نقل معروف — فرایض دینی خود را انجام می‌داد، ولی ظاهراً رابطه‌اش با علمای تبریز نزدیک نبود و بیش از علاقه به مذهب، به مسائل آنی و عملی دلبستگی داشت. او به نماز جمعه در مسجد جامع تبریز می‌رفت، و در هر شب جمعه به دعوت او علما بایست در یکی از مساجد تبریز دربارهٔ چگونگی اجرای شریعت تشکیل جلسه می‌دادند و هر جدال فیصله‌نیافته برای داوری نهایی به این جلسات ارسال می‌شد. او تلاش کرد تا قاضیان شریف و شایسته در دادگاه‌های شرع حضور داشته باشند و در این رابطه حاجی میرزا علی‌اصغر و حاجی میرزا مهدی معتمدان وی بوده‌اند. دیوانخانه‌ای تازه در تبریز بنیان گذاشت که قضات آن در دیگر شهرهای آذربایجان مشغول شدند و تصویب ارزیابی‌های مالیاتی نیز به این دیوانخانه سپرده شد. او توجه ویژه‌ای به اقلیت‌های مذهبی داشت و در پی تأمین حقوقِ منظور در شریعت برای ایشان بود و برای این کار با علما همکاری می‌کرد. وی بیش از پیش از مسیحیان آذربایجان و قفقاز حمایت کرد که این کار احتمالاً به‌خاطر کاستن از جلوهٔ روسیهٔ تزاری بود.

## ویژگی‌های جسمانی و شخصیتی
قامت نایب‌السلطنه بلندتر از حد معمول بود؛ چشم‌های او تیره و نافذ بودند؛ بینی‌اش عقابی؛ ریشی انبوه و پر، و ابروانش ظریف بود. او ساده لباس می‌پوشید و زینت‌های لباس را هیچ می‌انگاشت. عباس میرزا اسب‌سوار، شکارچی و تیراندازی ماهر و عالی بود. در نظر برنز، او شخصیتی کامل در هر شرایطی بود. هنگامی که سیاست بریتانیا دربارهٔ ایران تغییر کرد، عقاید مسافران انگلیسی نیز دچار تغییر شد؛ علاقهٔ او به اصلاحات ابتدایی و بچه‌گانه شد؛ گفته شده او دارای ثبات قدم نبوده، تنگ‌چشم بوده و از چاپلوسی لذت می‌برده‌است. پس از مرگ میرزا بزرگ، حکومت او حتی در داخل ایران مورد انتقاد قرار گرفت. شخصیت نایب‌السلطنه در هر دو جنبهٔ مثبت و منفی آن، توسط هنری ویلوک — کاردار بریتانیا در ایران — توصیف شده‌است. دانشنامه ایرانیکا معتقد است او بیشترین لیاقت و شایستگی را در بین حاکمان قاجاری داشت. او، مشاورانش و مقامات او بنیان‌هایی را گذاشتند که اصلاح‌طلبان پسین می‌توانستند بر اساس آنها اصلاحات را بسازند. از میان مشاورانش، علاوه بر میرزا بزرگ و پسرش، میرزا ابوالقاسم، باید از احمدخان دنبلی، بیگلربیگی تبریز نام برد. عباس میرزا، شخصیتی با پیچیدگی‌های دشوار است که تاریخ‌نگاری نوین تمایل دارد این ارزیابی‌های مثبت را به اسطوره تبدیل کند و وی را به‌مانند تصویری مثبت به نجیب‌زادگانِ خودپسند، فاسد و نادان ارائه دهد. بدین‌ترتیب او اغلب در کنار یکی دیگر از شایسته‌ترین شخصیت‌ها در تاریخ ایران نوین، امیرکبیر — صدراعظم ناصرالدین‌شاه — یاد شده‌است.
در جنگ اول ایران و روسیه، عباس میرزا با شجاعت و اشتیاق به اصلاحات، نامی برای خود دست و پا کرده بود. موریس دو کوتزبو، منشی مخصوص یرمولوف — سفیر کبیر روسیه در ایران — از دموکراسی‌خواهی و عدالت‌خواهی او می‌گوید. پیر آمدی ژوبر از لطف عباس میرزا نسبت به خود و از نگاه یک شاهزادهٔ جوان مسلمان به علوم روز اروپایی و میل او به تحقیق در وقایع تاریخ قدیم گزارش می‌کند. جیمز موریه، منشی سفارت انگلیس او را مراقب زندگی و احوال سربازان خود دریافته و اینکه به جزئیات، وسایل و تجهیزات ارتش شخصاً رسیدگی می‌کرده‌است. گاسپار دروویل، سرهنگ سوار فرانسوی از تربیت فرزندان عباس میرزا و ساده‌زیستی‌اش گفته‌است.
با این حال، لوئی گاسپار باراخین پزشک و افسر فرانسوی که در بین دو جنگ با روسیه، بیش از پانزده ماه در دربار عباس میرزا اقامت داشت و مشاور نظامی او بود، روایت متضادی از شخصیت عباس میرزا دارد. به گفتهٔ باراخین، عباس میرزا از یک سو می‌دید که پس از شکست در جنگ، اعتبارش در خطر بود و تحت فشارِ رقابت با برادرانش قرار داشت؛ از سوی دیگر تحت فشار خارجی قرار داشت و مذاکره با روس‌ها برای تعیین مرزهای جدید بی‌نتیجه بود و حتی احتمال وقوع جنگ دیگری در آیندهٔ نزدیک می‌رفت. باراخین از شکنندگی شخصیت شاهزاده، به ویژه در برخورد با قدرت‌های خارجی، شگفت‌زده بود. او پس از بیش از یک سال خدمت (۱۸۱۸–۱۸۱۷)، عباس میرزا را فردی ناتوان، بدون انگیزه و جاه‌طلب یافت که تنها به دنبال تقویت جایگاه خود در میان اشراف ایرانی بود تا پس از مرگ پدرش، به تخت سلطنت برسد. گزارش براخین در برههٔ حساس بین دو جنگ بوده — گزارش‌های موجود از احوالات عباس میرزا در این برههٔ زمانی، کمتر از گزارش‌های حین جنگ است — و مدت نسبتاً زیاد ملازمت او با عباس میرزا، در مقایسه با سایر ناظران اروپایی، موجب شده که روایت وی، منحصربه‌فرد و قابل توجه باشد.

## تحلیل موقعیت تاریخی عباس میرزا
سید جواد طباطبایی می‌گوید دورِ نخستِ جنگ‌های ایران و روسیه در دورهٔ قاجار، از نخستین رویارویی‌های نظامِ اجتماعی و سیاسیِ ایران با پیامدهای دورانِ جدید بود؛ پیامدهایی که روسیه از آن بهره برده بود. نظامِ سیاسیِ متکی بر حکومتِ ایلی و عشایریِ ایران با سلاح‌ها، تاکتیک‌های جنگی و لشکرکشیِ قدیمی و منسوخ، در مواجهه با سلاح‌ها و شیوه‌های جنگیِ جدیدِ روسیه، ناتوان بود و شکست خورد. این شکست، سبب شکل‌گیریِ تفکر اصلاحات در اندیشهٔ عباس میرزا و دولتمردانِ دارُالسَّلطنهٔ تبریز شد. پیامدهای این تفکر، بازسازیِ قشون با شیوه‌های تازهٔ نظامی بود. این بازسازی‌ها سبب شد تا در آغازِ دورِ دومِ جنگ‌ها، ایران بعضی از سرزمین‌های ازدست‌رفته در دورِ نخست را مجدداً به‌دست‌آورد، اما با ورودِ ارتش روسیه به جنگ، آذربایجان سقوط کرد. محمدعلی فروغی، عهدنامهٔ ترکمانچای و پیامدش را، «وهنِ بزرگ به ملّتِ ایران» خواند و علتش را «نادانی، نفاق و فسادِ اخلاقِ بزرگانِ ایران» دانست. طباطبایی معتقد است در آغاز در تبریز بود که این «احساسِ وهن»، به «آگاهی» از نادانی و نفاق و تباهی منجر شد و به‌تدریج، همهٔ اقشارِ جامعهٔ ایران را دربرگرفت. طباطبایی این دوران را «مکتب تبریز» می‌نامد که با آغازش، سده‌های میانهٔ ایران پایان یافت و دورانی آغاز شد که نوسازیِ مادیِ کشور و تجددخواهی در اندیشه، دو ویژگیِ مهم آن بود و به جنبش مشروطه و رویدادهای پس از آن انجامید. با شکل‌گیری دارالسلطنهٔ تبریز و انتقالِ ولیعهد به آن و جدایی از فضای حرمسرایی در تهران، گسستی میان اندیشهٔ سنتی و تجددخواهی ایجاد شد که فراتر از ستیز با سلطنت می‌رفت. ستیزی که در آن اندیشهٔ سنتی به مصافِ روشنفکری و تجددخواهی می‌رفت و طبیعتاً در این جدال، می‌بایست در گامِ نخست، دربارِ تهران، نهادِ سلطنت، دستگاهِ حرمسرایی و عمومِ درباریان دستخوش تغییر می‌شدند؛ و اینچنین می‌شد اگر عباس میرزا پس از پدرش به تخت می‌نشست و اصلاحاتش ادامه می‌یافت.
با وجود همهٔ این دیدگاه‌های مثبت نسبت به نقش تاریخی عباس میرزا، هوشنگ طالع ارزیابی متفاوتی از تأثیر عباس میرزا بر تاریخ ایران ارائه می‌دهد. او در کتاب تاریخ تجزیهٔ ایران: تجزیهٔ قفقاز و با بررسی دقیق اسناد و روایات تاریخی، تجزیهٔ قفقاز و ازدست‌رفتن قلمرو ایران در شمال ارس را نتیجهٔ سستی و خیانت عباس میرزا در تصرف قلعهٔ شوشی می‌داند. از دید او، عباس میرزا می‌بایست سریعاً به دژ شوشی حمله، و پیش از رسیدن روس‌ها، آن را آزاد می‌کرد؛ اما به‌جای این کار اردو را کوچ داد و برای مهمانی حاجی آقا لر بیگ به قریهٔ گرسی رفت. بر اثر این اقدام، روس‌ها فرصت چهار روزه‌ای یافتند تا تجدید نیرو کنند. طالع می‌گوید خطای غیرقابل بخشش دیگر عباس میرزا این بود که برای درامان‌ماندن فرزندانش از جنگ، دستور دورشدن آنان از صحنهٔ نبرد را داد؛ و کناره‌گرفتن ایشان در پیش چشم سربازان لشکر، اینچنین نمود که آنان راه فرار در پیش گرفته‌اند و درنتیجهٔ بسیاری از ارتش ایران از میدان گریختند. طالع می‌گوید عباس میرزا در نبردهای دشوار از دانش، شجاعت و مدیریت لازم برای فرماندهی برخوردار نبود و نیز پس از شکست دچار تزلزل روحی می‌شد. طالع می‌گوید اینکه عباس میرزا به‌جای ورود به تبریز آن‌هم با وجود زمستان، در نزدیکی تبریز اردو می‌زند جای شگفتی است؛ این درحالی است که او از عزم روس برای تسخیر تبریز آگاه بود. او ادامه می‌دهد چگونه ممکن است روس‌ها تنها با ۴۰۰۰ سرباز و ۱۰ آتش‌بار توپ قصد تسخیر تبریز را کنند، درحالی‌که در تبریز ۱۲۰ آتش‌بار و ۸۰۰۰ سرباز مستقر بود. و نیز چگونه ممکن است لشکر روس از ارس عبور کرده و به عمق خاک آذربایجان برسد و هیچ‌کس باخبر نشود، درحالی‌که بیشتر لشکر روس پیاده‌نظام، و دارای توپخانهٔ سنگین هم بوده‌اند. چگونه از لشکری که می‌بایست چندین شب اردو زده، چادر برافراشته و مواد غذایی مورد نیاز را از روستاهای اطراف تهیه کرده، هیچ‌کس مطلع نمی‌شود و خبری به خوی و تبریز نمی‌رسد؟ طالع می‌گوید در هیچ‌یک از تاریخ‌های موجود از آن زمان، به دلیل اردوی عباس میرزا در زمستان در نزدیکی تبریز و عدم ورودش به تبریز اشاره‌ای نشده‌است. از سوی دیگر با خیانت میرفتاح تبریزی — فرزند میرزا یوسف مجتهد که به جای پدر نشست — راه برای ورود ارتش روس به تبریز و سقوط آن هموار می‌شود. و اینچنین با قصور ولیعهد عباس میرزا نایب‌السلطنه و خیانت میرفتاح، تبریز سقوط کرد؛ و درنتیجهٔ عهدنامهٔ ترکمانچای بر ایران تحمیل شد.
افشین متین عسگری می‌گوید ملی‌گرایی و مشروطیتِ ایرانی اگرچه پدیده‌های کاملاً وارداتی نبودند، با این حال مقایسهٔ خاستگاه آن‌ها با تحولات مشابه در امپراتوری عثمانی، نشان از تأثیرپذیری جدی دارد. ایران قاجاری مرکز یک شبکهٔ فکری بود که در آن ایده‌های ملی‌گرایانه و تجددگرای اسلامی بین استانبول، بیروت، قاهره، تبریز، تهران، باکو، تفلیس، کابل، هرات، بخارا، لاهور، کلکته و دهلی در گردش بودند. اصلاحات متجددانهٔ قاجاری همچون نمونهٔ مشابه در عثمانی، از بالا به پایین، توسط شاهزادگان و در پاسخ به شکست‌های نظامیِ بی‌برگشت و سرزمین‌های از دست رفته در جنگ با روسیه انجام گرفت. در نتیجه، دولتمردان قاجار به تبعیت از همتایان عثمانی خود، به الگوی روسیِ تقویت یک «مرکزیتِ سلطنتی» از طریق نوسازیِ فنی، دیوان‌سالار و نظامی، و از بالا به پایین معطوف شدند. نخستین مقصد دانشجویان اعزامی از سوی عباس میرزا، روسیه بود که این اعزام در سال ۱۲۲۶ ه‍.ق/۱۸۱۱ م انجام شد. میرزا صالح شیرازی که یکی از پنج نفرِ اعزام دوم در سال ۱۸۱۵ م بود، از نوسازی روسی حیرت‌زده شده و روسیه را قدرتمندترین کشور در اروپا خوانده بود. در جست‌وجوی پاسخِ پرسش تاریخی عباس میرزا از «علت عقب‌ماندگی»، تأکید میرزا صالح بر علم، فناوری و نظم به عنوان مهم‌ترین ارکان ترقی اروپا، نخستین نشانه‌های نفوذ گفتمان فن‌سالاری را نمایان کرد و بدین‌ترتیب اصلی‌ترین تبار مدرنیتهٔ ایرانی شکل گرفت.
به‌گفتهٔ سعید نفیسی تنها نتیجهٔ روابط ایران با قدرت‌های اروپاییِ روسیه، بریتانیا و فرانسه در عهد قاجار، این بود که شمار اندکی از شخصیت‌های آگاهِ ایران متوجه برتری تمدنِ نوینِ اروپایی و بازماندگیِ ایران از این حرکت شدند. این اندیشه و آگاهی هرچند بسیار دیر به‌بار نشست، اما سبب بنیان‌نهادنِ اندیشهٔ اصلاحات و تلاش برای رسیدن به این هدف در ایران شد. در این میان عباس میرزا بیش و پیش از دیگران، متوجه این موضوع شد و تلاش بسیار در این مسیر کرد؛ هرچند بیشتر تمرکز او در جهت پیشرفت نظامی ایران و ایجاد ارتشی جدید به‌نام «نظام جدید» بوده‌است. اما آغاز نوسازی، چندان هم ساده نبود و اگر تلاش‌های شخصی عباس میرزا نبود، نخستین برنامهٔ نوسازیِ قاجار حتماً سقوط می‌کرد. دیوید مناشری می‌گوید علما و روحانیون که واجد قدرت و نفوذ بسیار بالا در جامعه بودند، اگرچه نمی‌توانستند شکاف بین اعتقاد آرمانیِ «برتری اسلام در تاریخ» و واقعیت کنونیِ «عقب‌ماندگی در مقایسه با قدرت مادی غرب» را انکار کنند اما از نظر آن‌ها، به جای غرب‌گرایی، فقط بازگشت به اسلام واقعی بود که منجر به احیای گذشتهٔ باشکوه می‌شد. آن‌ها تجدد را معادل با بدعت، و در تقابل با سنّت خواندند. توده‌های جامعه از عقاید علما حمایت می‌کردند و رهبران سیاسی نیز برای مخالفت‌های خود، به استدلال‌های علما متوسل می‌شدند. به عنوان مثال، عباس میرزا و نظام جدیدش از سوی برادر و رقیب سیاسی‌اش، محمدعلی میرزا دولتشاه، متهم بود که با اخذ آداب کفار، باعث نابودی اسلام می‌شود. اگرچه عباس میرزا و همفکرانش، خود را یک‌سره وقف درک الزامات نظامی جدید کرده بودند و فاقد چشم‌انداز کلی‌تری در باب فنون حکمرانی بودند اما همین تغییرات اندک در نحوهٔ حکمرانی، به‌تدریج توجه به فرد و جمعیت —به عنوان اهداف نهایی اصلاحات و قوانین— و مسئله شدن آن‌ها برای قدرت را کلید زد.

## فرزندان
عباس میرزا صاحب ۲۶ پسر و ۲۱ دختر شد؛ محمد میرزا، که در سال ۱۸۳۴ م جانشین فتحعلی شاه شد، از ازدواج شاهزاده با دختر میرزا محمد خان دولّو قاجار متولد شد. پنج فرزند حکمران فارس می‌شوند: فیروز میرزا (۳۶–۱۸۳۵ و ۵۳–۱۸۴۹ م)، فریدون میرزا فرمانفرمای دوم (۴۰–۱۸۳۶ م)، فرهاد میرزا (۴۳–۱۸۴۱، ۸۱–۱۸۷۶ م)، بهرام میرزا (۴۹–۱۸۴۸ م) و سلطان مراد میرزا (۶۰–۱۸۵۸ م). چند فرزند او آثاری در ادبیات از خود بر جای گذاشتند: جهانگیر میرزا اثر تاریخ نو را نوشت؛ همچنین فرهاد میرزا به یک شاعر مشهور درباری تبدیل شد و یک فرهنگ لغت انگلیسی–فارسی در نظم را گردآوری کرد.

عباس میرزا از همسران خود چهل و هشت فرزند یافت که بیست و دو تن دختر و بیست و شش تن پسر بودند. اسامی پسران عبارتند از:

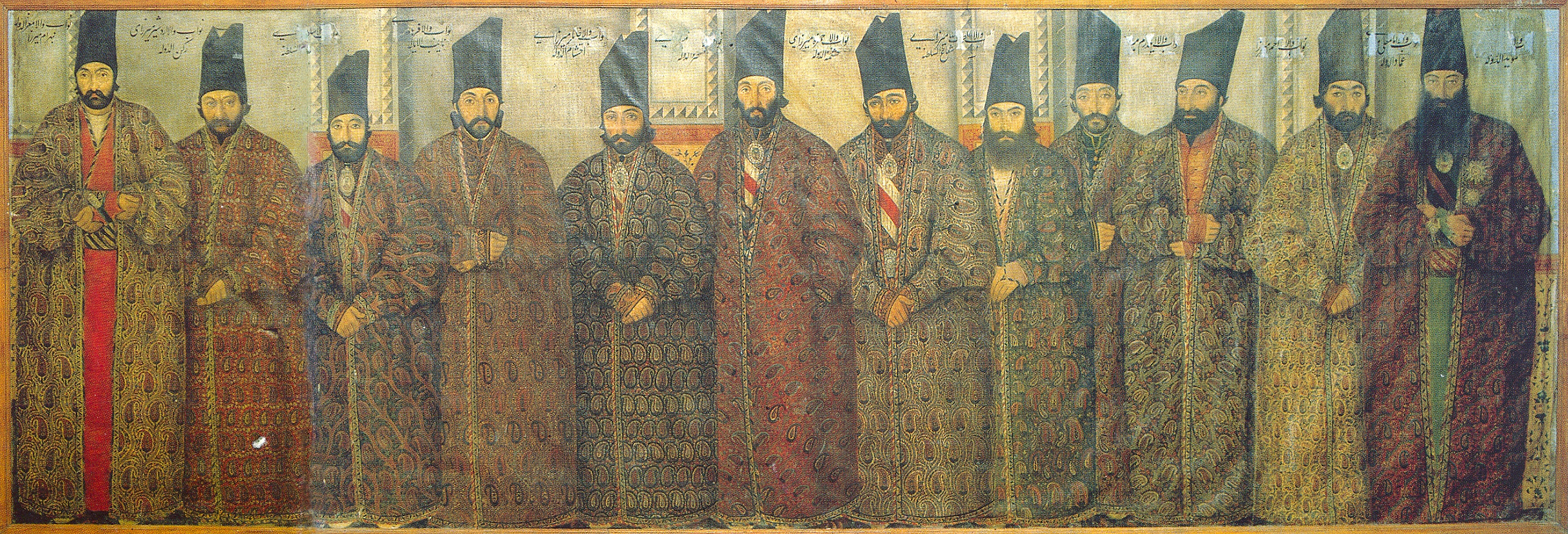
پسران، برادر و دو برادرزاده عباس میرزا در نگاره‌ای اثر صنیع‌الملک که در گذشته در تالار عمارت نظامیه قرار داشته‌است. از راست:
تهماسب میرزا مؤیدالدوله (فرزند دولتشاه و نوه فتحعلی شاه)، امام‌قلی میرزا (فرزند دولتشاه و نوه فتحعلی شاه)، احمد میرزا، لدرم بایزید میرزا، فتح‌الله میرزا (پسر فتحعلی شاه)، حمزه میرزا، فیروز میرزا، خانلر میرزا، فریدون میرزا، سلطان مراد میرزا، اردشیر میرزا، بهرام میرزا

1. محمد میرزا (محمدشاه سومین شاه قاجاریه) (۱۲۲۲ – ۱۲۶۴ ه‍.ق)
2. بهرام میرزا (۱۲۲۳ – ۱۲۹۹ ه‍.ق)
3. جهانگیر میرزا (۱۲۲۵ – ۱۲۶۹ ه‍.ق)
4. بهمن میرزا (۱۲۲۵ – ۱۳۰۱ ه‍.ق)
5. فریدون میرزا (۱۲۲۵ – ۱۲۷۲ ه‍.ق)
6. اسکندر میرزا (۱۲۲۶ – ۱۲۷۳ ه‍.ق)
7. خسرو میرزا (۱۲۲۶ – ۱۳۰۱ ه‍.ق)
8. قهرمان میرزا (؟ – ۱۲۵۵ ه‍.ق)
9. اردشیر میرزا (؟ – ۱۲۸۳ ه‍.ق)
10. احمد میرزا (۱۲۳۴ – ۱۳۱۰ ه‍.ق)
11. جعفرقلی میرزا (؟ – ؟)
12. مصطفی‌قلی میرزا (؟ – ۱۲۷۱ ه‍.ق)
13. مراد میرزا (۱۲۳۳ – ۱۳۰۰ ه‍.ق)
14. منوچهر میرزا (؟ – ۱۲۵۴ ه‍.ق)
15. فرهاد میرزا (۱۲۳۳ – ۱۳۰۵ ه‍.ق)
16. فیروز میرزا (۱۲۳۳ ه‍.ق – ۱۳۰۳)
17. خانلر میرزا (؟ – ۱۲۷۸ ه‍.ق)
18. بهادر میرزا (؟ – ؟)
19. محمدرحیم میرزا (؟ – ؟)
20. مهدی‌قلی میرزا (؟ – ۱۲۷۰ ه‍.ق)
21. حمزه میرزا (؟ – ۱۲۹۷ ه‍.ق)
22. ایلدرم بایزید میرزا (؟ – ؟)
23. لطف‌الله میرزا (؟ – ۱۲۹۹ ه‍.ق)
24. محمدکریم میرزا (؟ – ؟)
25. جعفر میرزا (؟ – ؟)
26. عبدالله میرزا (؟ – ؟)[۱۱۱]

نوید جمالی تعداد دختران عباس میرزا را ۲۵ تن ذکر می‌کند. اسامی دختران عبارتند از:
1. دلشاد
2. اقلیما
3. فرخنده سلطان
4. گوهرتاج بیگم
5. همایون سلطان
6. خدیجه سلطان
7. خورشید کلاه
8. کوکب سلطان
9. ماهرخسار فخرالدوله
10. مریم سلطان
11. مهر جهان
12. نگار
13. نور جهان
14. نوشابه سلطان
15. قمر سلطان
16. صفیه سلطان
17. صاحب سلطان
18. سکینه سلطان
19. سارا سلطان
20. سلطان بیگم
21. طوبی
22. و چهار دختر دیگر که نام‌شان روشن نیست.[۱۱۲]

## یادبود
در تیر ۱۴۰۰، با تصویب شورای اسلامی شهر تهران نام خیابان اندیشه در شرق تهران به خیابان عباس میرزا تغییر پیدا کرد.

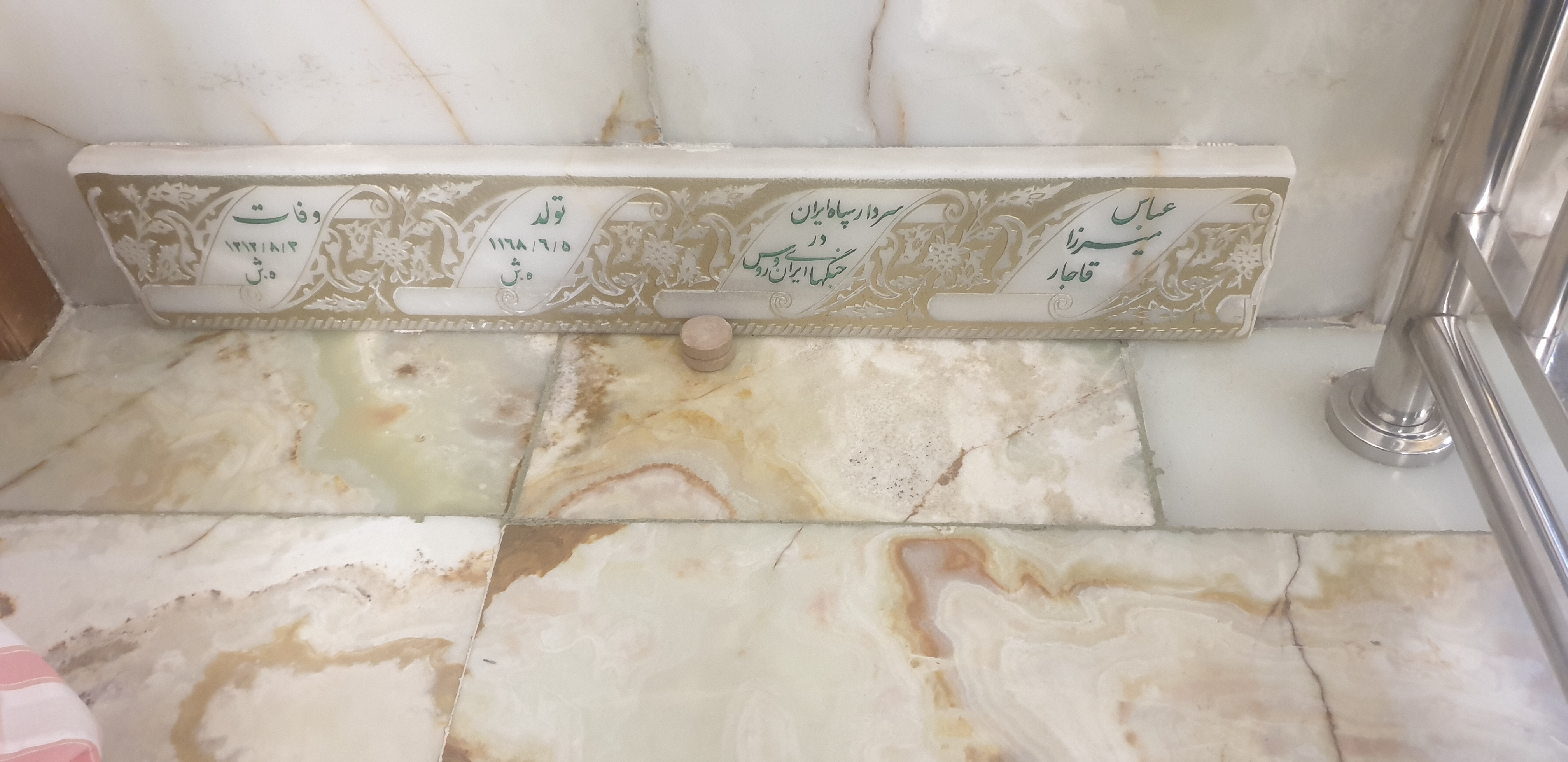
سنگ قبر عباس میرزا در دارالحفاظ حرم امام رضا

## منبع‌شناسی
منابع تاریخ قاجار به چند دسته بخش‌بندی می‌شوند. نخست منابعی که نوشتهٔ نویسندگان ایرانی است و عبارتند از: ناسخ‌التواریخ نوشتهٔ محمدتقی لسان‌الملک سپهر (وفات ۱۲۷۴ ه‍.ق)، مآثر السلطانیه نوشتهٔ عبدالرزاق دنبلی مفتون (وفات ۱۲۴۳ ه‍.ق)، تاریخ نو نوشتهٔ جهانگیر میرزا، مرآت‌البلدان ناصری، منتظم ناصری، المآثر والآثار و خلسه مشهور به خوابنامه نوشتهٔ محمدحسن‌خان صنیع‌الدوله اعتمادالسلطنه (وفات ۱۳۱۳ ه‍.ق)، شرح حال عباس میرزا مُلک‌آرا نوشتهٔ خود او — عباس میرزا مُلک‌آرا —، تاریخ فارسنامهٔ ناصری نوشتهٔ حسن حسینی فسایی، تاریخ و جغرافیای دارالسلطنهٔ تبریز اثر نادر میرزا (وفات ۱۳۰۳ ه‍.ق)، حیات یحیی نوشتهٔ یحیی دولت‌آبادی، تاریخ بیداری ایرانیان اثر ناظم‌الاسلام کرمانی، روضةالصفای ناصری نوشتهٔ رضاقلی‌خان هدایت (۱۲۸۸ ه‍.ق)، حقایق الاخبار ناصری (۱۲۸۴ ه‍.ق) نوشتهٔ جعفرخان حقایق‌نگار، منتخب التواریخ مظفری اثر ابراهیم آشتیانی صدیق الممالک، عباس میرزا نایب‌السلطنه نوشتهٔ ابوالقاسم لاچینی، عباس میرزا نوشتهٔ ناصر نجمی، روابط ناپلئون و ایران نوشتهٔ عباس میرزا سالار لشکر، سیاست ناپلئون در ایران اثر خانبابا بیانی، جنگ ده‌ساله یا جنگ اول ایران با روس نوشتهٔ جمیل قوزانلو، تاریخ روابط سیاسی ایران و انگلیس در قرن نوزدهم میلادی اثر محمود محمود.
دسته‌ای از این آثار اختصاص به روزگار فتحعلی‌شاه دارند که عبارتند از: جهان‌آراء نوشتهٔ میرزا صادق وقایع‌نگار مروزی، نخبةالاخبار نوشتهٔ حاج عبدالوهاب، تذکرةالسلاطین اثر محمود میرزا قاجار، جنةالاخبار نوشتهٔ محمد حسن لنجانی اصفهانی، تاریخ فتحعلی‌شاه اثر سید فضل‌الله حسینی شیرازی، تاریخ محمدی و تاریخ فتحعلی‌شاه قاجار نوشتهٔ محمد ساروی، تاریخ ملک‌آراء نوشتهٔ علیقلی چلاوی مازندرانی، تاریخ آل قاجار اثر مصطفی‌قلی موسوی ساروی سبلانی، مفرح القلوب نوشتهٔ محمد ندیم بارفروشی.
دومین دسته از منابع، آثار نویسندگان خارجی دربارهٔ تاریخ قاجار را دربرمی‌گیرد که مهم‌ترین این آثار عبارتند از: تاریخ ایران اثر جان ملکم (وفات ۱۸۳۲ م)، تاریخ ایران پرسی سایکس، سفرنامهٔ دروویل (۱۸۱۲ م) نوشتهٔ گاسپار دروویل، خاطرات مأموریت ژنرال گاردان (وفات ۱۸۱۸ م)، تاریخ قاجاریه گرانت واتسن، ایران و مسئلهٔ ایران نوشتهٔ جرج کرزن، سرگذشت حاجی بابای اصفهانی اثر جیمز موریه، انگلیسی‌ها در میان ایرانیان اثر دنیس رایت، تاریخ اقتصادی ایران در سال‌های ۱۹۱۴–۱۸۰۰ اثر چارلز عیسوی و روابط بازرگانی ایران و روسیه در سال‌های ۱۹۱۴–۱۸۲۸ نوشتهٔ ماروین انتر.